# Liste der Biografien/Chu
Liste der Biografien |
Portal Biografien |
Personensuche
# |
A |
B |
C |
D |
E |
F |
G |
H |
I |
J |
K |
L |
M |
N |
O |
P |
Q |
R |
S |
T |
U |
V |
W |
X |
Y |
Z |
?
 
Ca |
Cb |
Cc |
Ce |
Ch |
Ci |
Cj |
Ck |
Cl |
Cm |
Cn |
Co |
Cr |
Cs |
Ct |
Cu |
Cv |
Cw |
Cy |
Cz
 
Cha |
Chb |
Che |
Chh |
Chi |
Chk |
Chl |
Chm |
Chn |
Cho |
Chr |
Cht |
Chu |
Chv |
Chw |
Chy
Die Liste der Biografien führt alle Personen auf, die in der deutschsprachigen Wikipedia einen Artikel haben. Dieses ist eine Teilliste mit 475 Einträgen von Personen, deren Namen mit den Buchstaben „Chu“ beginnt.

## Chu
- Chu Hoàng Diệu Linh (* 1994), vietnamesische Taekwondoin
- Chu Mu-yen (* 1982), taiwanischer Taekwondoin
- Chu Nan-mei (* 1970), chinesische Gewichtheberin (Taiwan)
- Chu Văn An (1292–1370), vietnamesischer Gelehrter zur Zeit der Tran-Dynastie
- Chu Van Minh, Laurent (1943–2025), vietnamesischer Geistlicher und emeritierter römisch-katholischer Weihbischof für die Erzdiözese HanoiLaurent Chu Van Minh (1943–2025)

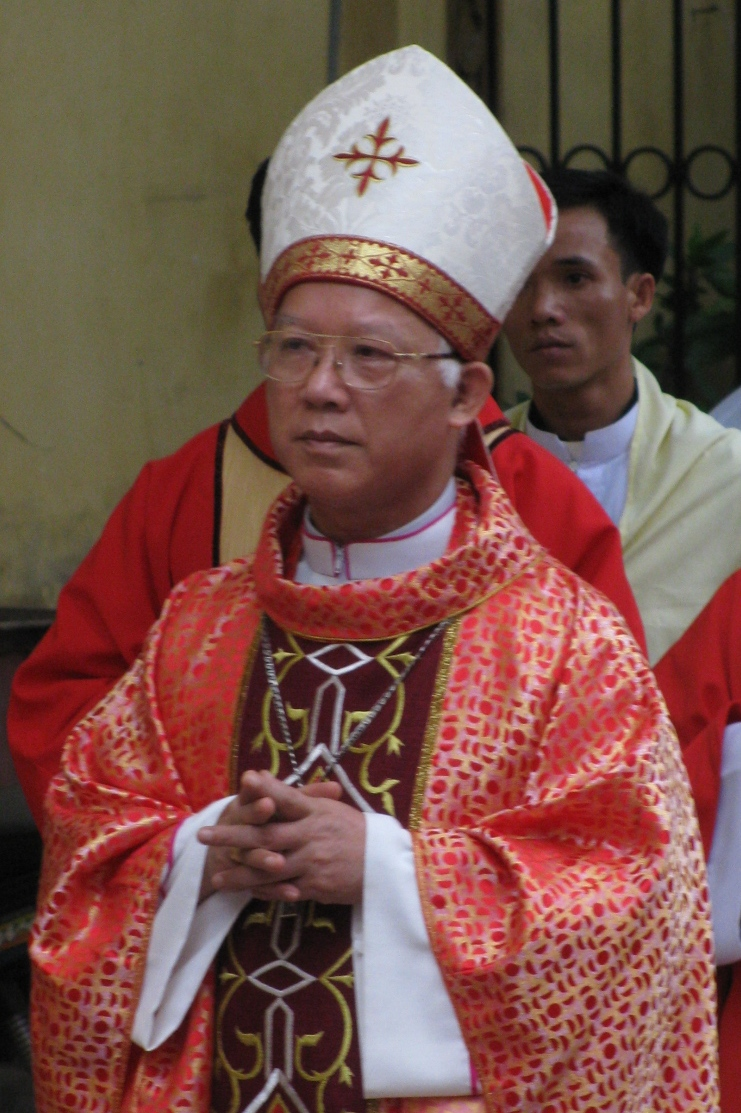
Laurent Chu Van Minh (1943–2025)

- Chu, Bingjie, chinesischer Poolbillardspieler
- Chu, Bo (* 1944), chinesischer Politiker
- Chu, Bong-Foo (* 1937), chinesischer Erfinder der CangJie-Eingabemethode für chinesische Zeichen auf Computern
- Chu, Chia-ling (* 1991), taiwanische Siebenkämpferin
- Chu, Ching-wu (* 1941), chinesisch-US-amerikanischer Physiker
- Chu, Coching (1890–1974), chinesischer Geograph, Meteorologe und Pädagoge
- Chu, Eric (* 1961), taiwanischer Politiker
- Chu, Fu-Sung (1915–2008), taiwanischer Politiker
- Chu, Grace Zia (1899–1999), chinesisch-amerikanische Köchin und Autorin
- Chu, Hazel (* 1980), irische Politikerin (Green Party), Lord Mayor of Dublin
- Chu, Jeffrey Chuan (1919–2011), amerikanischer Informatiker
- Chu, John, amerikanischer Microprozessor-Architekt, Science-Fiction-Schriftsteller und Übersetzer
- Chu, Jon M. (* 1979), US-amerikanischer Regisseur und DrehbuchautorJon M. Chu (* 1979)

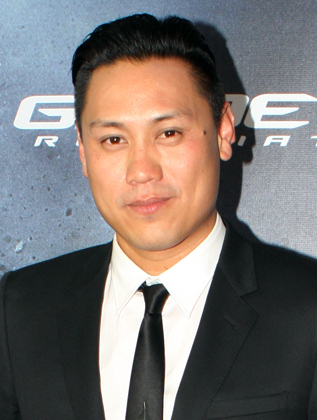
Jon M. Chu (* 1979)

- Chu, Judy (* 1953), US-amerikanische Politikerin der Demokratischen Partei, Kongressabgeordnete für den 27. Kongresswahlbezirk Kaliforniens
- Chu, Julie (* 1982), US-amerikanische Eishockeyspielerin und -trainerin
- Chu, King-Hung (* 1945), chinesischer Kampfkünstler
- Chu, Kyoung-mi (* 1986), südkoreanische Biathletin
- Chu, Lok Yin (* 2005), chinesischer Leichtathlet (Hongkong)
- Chu, Paul Jae-yong (1894–1975), römisch-katholischer Geistlicher
- Chu, Pollyanna (* 1958), hongkongchinesische Unternehmerin
- Chu, Sang-sŏng, nordkoreanischer Militär und Politiker
- Chu, Steven (* 1948), US-amerikanischer Physiker und Politiker
- Chu, Tiffany, taiwanisch-US-amerikanische Schauspielerin in Film und Fernsehen
- Chu, Vanessa (* 1994), chinesische Squashspielerin (Hongkong)
- Chu, Wen-Huei (* 1948), chinesisch-schweizerischer Schriftsteller
- Chu, Wesley (* 1976), US-amerikanischer Science-Fiction-Autor
- Chu, Yong-bok (1927–2005), südkoreanischer Politiker und Premierminister
- Chu, Yuan (1934–2022), chinesischer Filmregisseur, Drehbuchautor und Schauspieler
- Chu, Yuanmeng (* 1999), chinesische Biathletin
- Chu, Yung-kwang (1931–1982), südkoreanischer Fußballspieler
- Chu-Tan-Cuong (* 1963), vietnamesischer Großmeister im Kung-Fu

### Chua
- Chua An Ping, Aslina (* 1996), malaysische Tennisspielerin
- Chua, Amy (* 1962), US-amerikanische RechtswissenschaftlerinAmy Chua (* 1962)

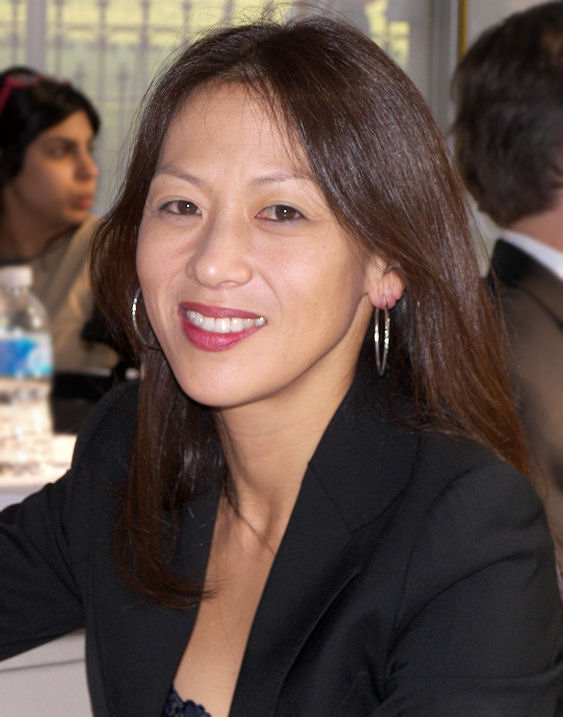
Amy Chua (* 1962)

- Chua, Antonio (1954–2009), philippinischer Fußballspieler und Sportfunktionär
- Chua, Chloe (* 2007), singapurische Geigerin
- Chua, Christos (* 2004), singapurischer Fußballspieler
- Chua, Eric (* 1979), singapurischer Politiker und Offizier
- Chua, Ernie (1940–2012), philippinischer Comiczeichner
- Chua, James (* 1979), malaysischer Badmintonspieler
- Chua, Johann, philippinischer Poolbillardspieler
- Chua, Leon (* 1936), US-amerikanischer Ingenieur, Professor an der University of California, Berkeley
- Chua, Zikos (* 2002), griechisch-singapurischer Fußballspieler
- Chuah, Tricia (* 1982), malaysische Squashspielerin
- Chuah, Yu Tian (* 1993), malaysische Stabhochspringerin
- Chūai († 200), Tennō von Japan (192–200)
- Chuaimaroeng, Parinya (* 1997), thailändische Weit- und Dreispringerin
- Chuan Leekpai (* 1938), thailändischer Politiker, Premierminister von Thailand (1992–95; 1997–2001)
- Chuang Ho-yun (* 1997), taiwanischer Eishockeyspieler
- Chuang, Chi-tai (1909–1998), chinesischer Mathematiker
- Chuang, Chia-jung (* 1985), taiwanische Tennisspielerin
- Chuang, Chih-Yuan (* 1981), taiwanischer Tischtennisspieler
- Chuang, Isaac (* 1968), US-amerikanischer Elektroingenieur
- Chuang, Liang-tu, Badmintonspieler aus Chinesisch Taipeh
- Chuang, Shu-chuan (* 1985), taiwanische Sprinterin
- Chuang, Tung-Chieh (* 1982), taiwanischer Dirigent
- Chuangchai, Bandit (* 1993), thailändischer Sprinter
- Chuard, Ernest (1857–1942), Schweizer Politiker
- Chuard, Nathalie (* 1972), Schweizer Diplomatin
- Chuat, Stéphanie (* 1970), Schweizer Schauspielerin, Regisseurin und Drehbuchautorin

### Chub
- Chuba, Nina (* 1998), deutsche Schauspielerin und SängerinNina Chuba (* 1998)

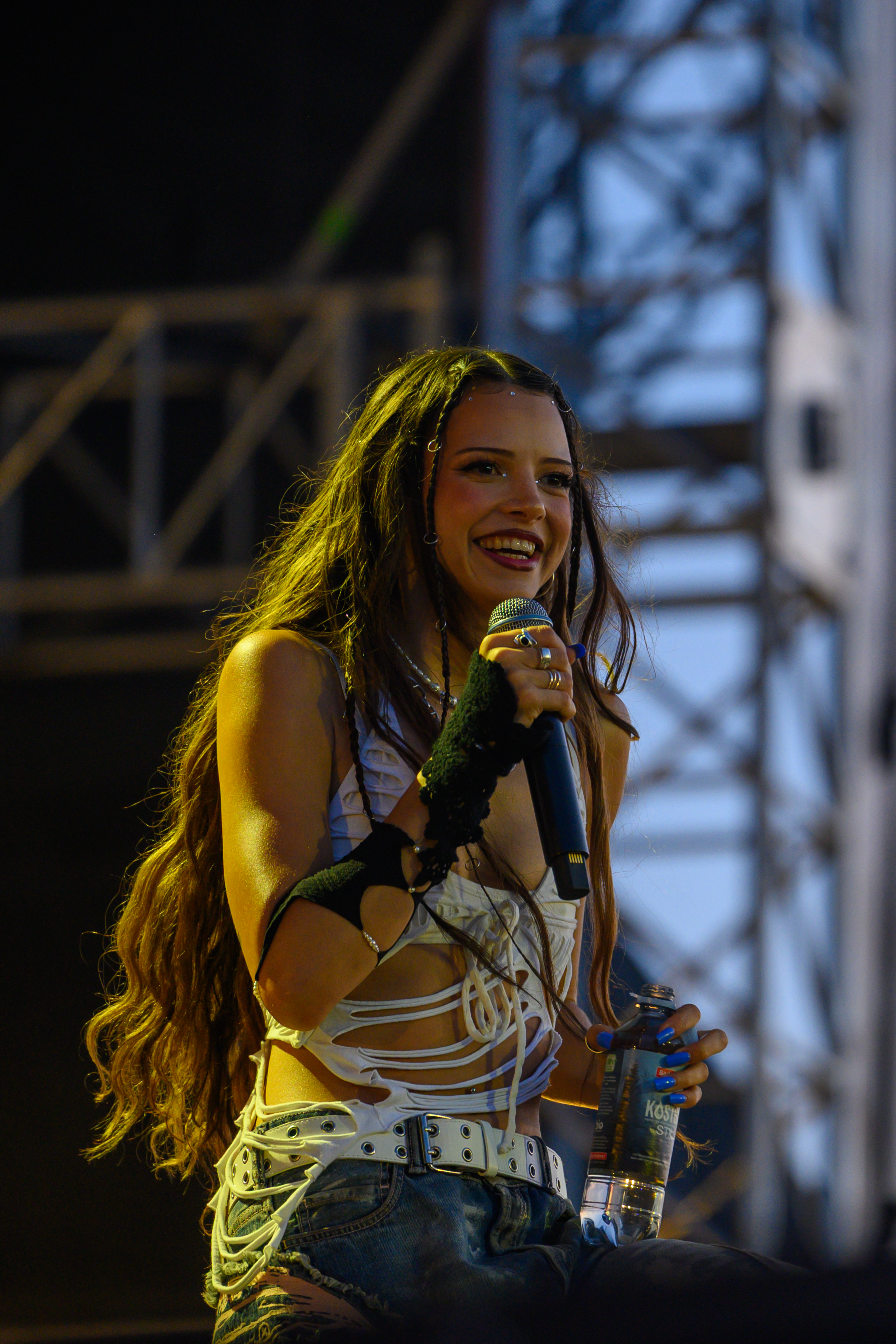
Nina Chuba (* 1998)

- Chubb, Adam (* 1981), US-amerikanischer Basketballspieler
- Chubb, Basil (1921–2002), irischer Politikwissenschaftler und Hochschullehrer
- Chubb, Bradley (* 1996), US-amerikanischer American-Football-Spieler
- Chubb, Charles (1851–1924), britischer Ornithologe
- Chubb, Frederick (1885–1966), kanadischer Organist, Chorleiter, Musikpädagoge und Komponist
- Chubb, Lewis Warrington (1882–1952), US-amerikanischer Ingenieur und Erfinder
- Chubb, Nick (* 1995), US-amerikanischer American-Football-Spieler
- Chubb, Ralph (1892–1960), britischer Dichter, Drucker und Künstler
- Chubb, William (* 1954), britischer Schauspieler
- Chubbuck, Christine (1944–1974), amerikanische Nachrichtensprecherin, die vor laufender Kamera Suizid beging
- Chubbuck, Ivana, US-amerikanische Schauspiel-Trainerin und Autorin
- Chubbuck, Samuel W., US-amerikanischer Politiker
- Chubby, Popa (* 1960), US-amerikanischer BluesmusikerPopa Chubby (* 1960)

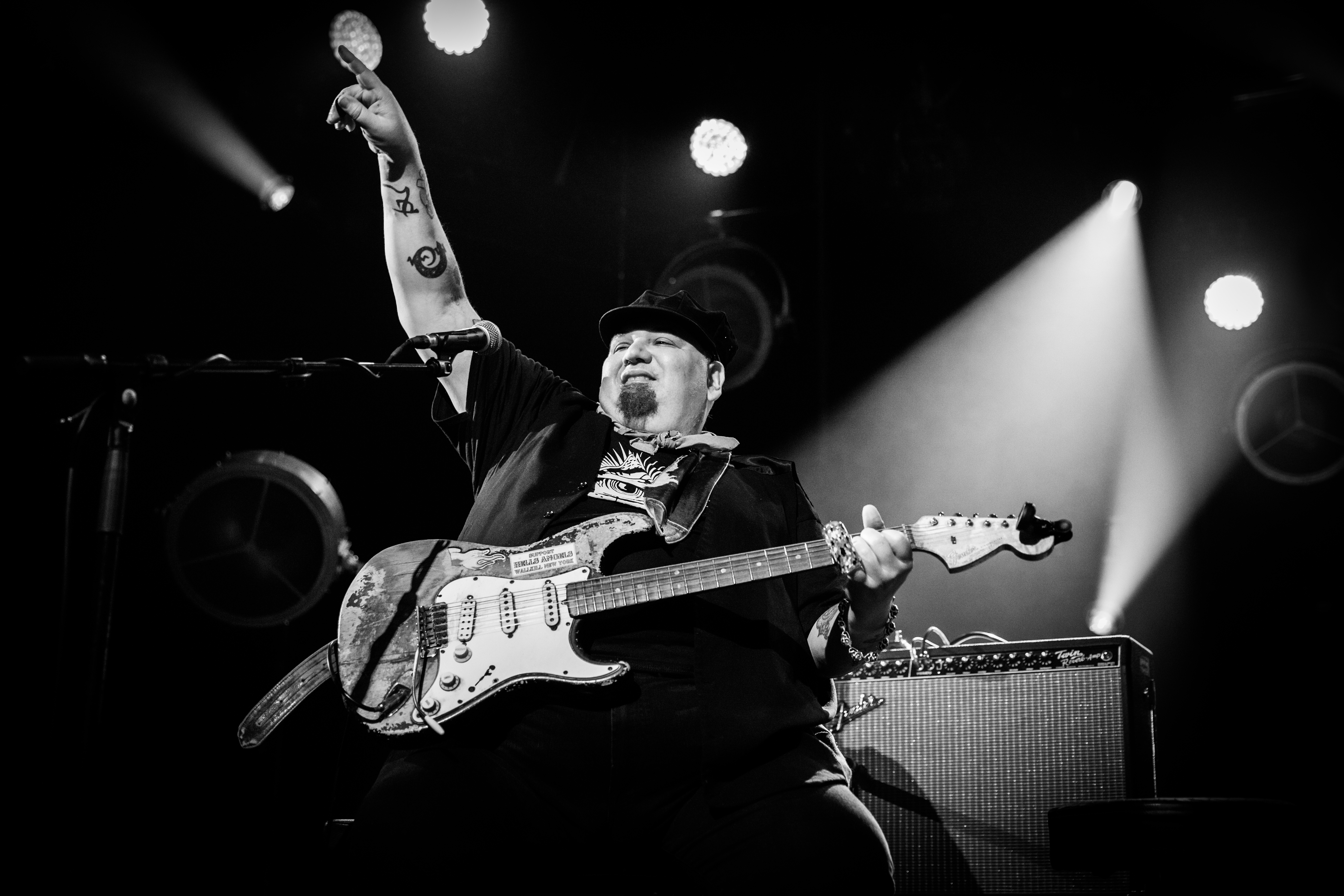
Popa Chubby (* 1960)

- Chubenow, Wenelin (* 1959), bulgarischer Radrennfahrer
- Chuber, Martin (* 1992), kasachischer Skirennläufer
- Chubeschty, Kachaber Omarowitsch (* 1987), russischer Ringer
- Chubesserjan, Diana (* 1994), armenische Leichtathletin
- Chubtschew, Petar (* 1964), bulgarischer Fußballspieler und Trainer
- Chubukov, Andrey V. (* 1959), US-amerikanischer Physiker
- Chubulow, Arsen Dawidowitsch (* 1990), russischer Fußballspieler
- Chubulow, Wladimir Alexejewitsch (* 2001), russischer Fußballspieler
- Chubuluri, Tengis (* 1955), sowjetischer Judoka
- Chubum, José Dougan († 2021), äquatorialguineischer Diplomat
- Chubutia, Akaki (* 1986), georgischer Fußballspieler

### Chuc
- Chucarro, Alejandro (1790–1884), uruguayischer Politiker
- Chuchelov, Vladimir (* 1969), sowjetisch-russisch-belgischer Schachgroßmeister
- Chuchla, Josef (* 1973), tschechischer Skeletonpilot
- Chucho el Roto (1858–1894), mexikanischer Bandit
- Chuchottaworn, Pailin (* 1956), thailändischer Manager
- Chuchran, Danielle (* 1993), US-amerikanische Schauspielerin
- Chuck D (* 1960), US-amerikanischer Rapper
- Chuck, Delroy (* 1950), jamaikanischer Jurist und Politiker
- Chuckie (* 1978), niederländischer DJ
- Chucus, Hausmeier in Austrasien

### Chud
- Chuda, Indira (* 1974), deutsche Politikerin (SPD), MdHB
- Chudainatow, Eduard Jurjewitsch (* 1960), russischer ErdölmanagerEduard Jurjewitsch Chudainatow (* 1960)

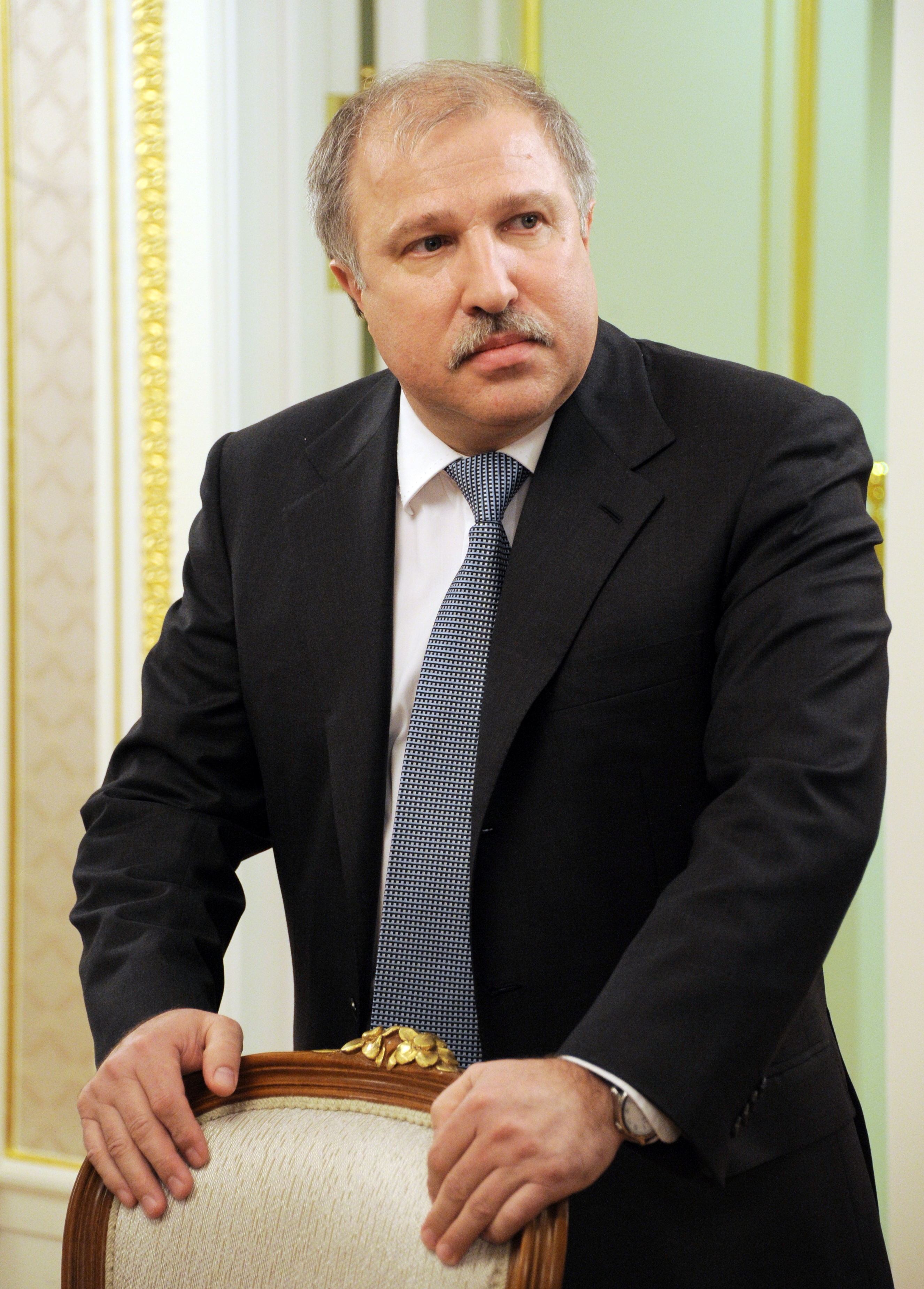
Eduard Jurjewitsch Chudainatow (* 1960)

- Chudair, Ahmad Husain (* 1941), irakischer Politiker, Ministerpräsident des Irak
- Chudanin, Alexander Jewdokimowitsch (1885–1919), russischer Revolutionär
- Chudari, Muhammad al- (1872–1927), ägyptischer islamischer Historiker, Gelehrter des islamischen Rechtes und der islamischen Jurisprudenz
- Chudaschowa, Jelena Anatoljewna (* 1965), sowjetisch-russische Basketballspielerin
- Chudawerdjan, Tigran Oganessowitsch (* 1981), russischer Geschäftsmann
- Chude-Sokei, Louis (* 1967), nigerianischer Schriftsteller und Wissenschaftler
- Chudík, Ladislav (1924–2015), slowakischer Schauspieler, Theaterregisseur und Pädagoge
- Chudík, Michal (1914–2005), tschechoslowakischer Politiker
- Chudilainen, Alexander Petrowitsch (* 1956), russischer Politiker
- Chudjakow, Alexei Dmitrijewitsch (* 1995), russischer Leichtathlet
- Chudjakow, Daniil Dmitrijewitsch (* 2004), russischer Fußballspieler
- Chudjakow, Iwan Alexandrowitsch (1842–1876), russischer Revolutionär, Folklorist und Ethnograph
- Chudjakow, Juli Sergejewitsch (1947–2021), sowjetisch-russischer Historiker und Hochschullehrer
- Chudjakow, Maxim (* 1986), kasachischer Eishockeyspieler
- Chudjakow, Maxim Andrejewitsch (* 1989), russischer Beachvolleyballspieler
- Chudjakow, Sergei Alexandrowitsch (1902–1950), sowjetischer Marschall der LuftfahrtSergei Alexandrowitsch Chudjakow (1902–1950)

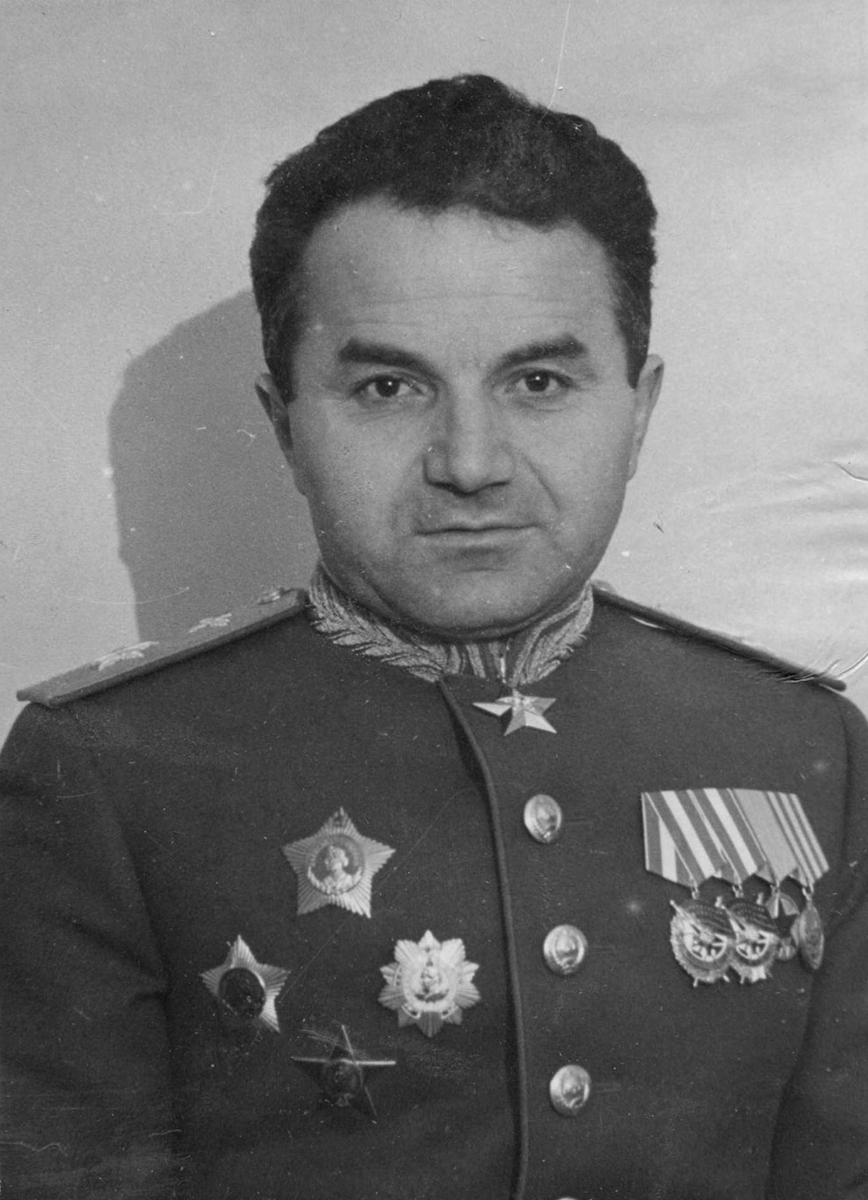
Sergei Alexandrowitsch Chudjakow (1902–1950)

- Chudleigh, Elizabeth (1720–1788), britische Adelige und Gesellschaftsdame
- Chudley, Robert (* 1985), britischer Biathlet
- Chudnovsky, David (* 1947), US-amerikanischer Mathematiker
- Chudnovsky, Gregory (* 1952), US-amerikanischer Mathematiker
- Chudnovsky, Maria (* 1977), israelische Mathematikerin
- Chudoba, Andrej (1927–2014), slowakischer Schriftsteller
- Chudoba, Karl F. (1898–1976), deutscher Mineraloge und Petrologe
- Chudobin, Anton Walerjewitsch (* 1986), russischer Eishockeytorwart
- Chudoff, Earl (1907–1993), US-amerikanischer Politiker
- Chudoinasarow, Bachtijor (1965–2015), tadschikisch-russischer Regisseur und Filmproduzent
- Chudojan, Adam (1921–2000), armenischer Komponist
- Chudori, Leila S. (* 1962), indonesische Autorin
- Chudoroschkina, Irina Alexandrowna (* 1968), russische Kugelstoßerin
- Chudozilov, Petr (* 1943), tschechischer Journalist und Schriftsteller
- Chudscha, Muhammad (* 1982), saudi-arabischer Fußballspieler
- Chudschandi, Abu Mahmud al-, persischer Astronom und Mathematiker
- Chudschandi, Kamoli, persischer Dichter
- Chudsenka, Wolha (* 1992), belarussische Kanutin
- Chudzicki, Maksym (* 1999), polnischer Paralympionik
- Chudzik, Kamila (* 1986), polnische Siebenkämpferin
- Chudzik, Natalia (* 1989), polnische Fußballspielerin
- Chudziński, Antoni (1849–1907), polnischer Gymnasiallehrer und Autor
- Chudzio, Krzysztof (* 1963), polnischer Geistlicher und römisch-katholischer Weihbischof in Przemyśl

### Chue
- Chueca Goitia, Fernando (1911–2004), spanischer Historiker und Vertreter der spanischen Architektur
- Chueca, Federico (1846–1908), spanischer Pianist und Komponist
- Chuenre, Prinz der altägyptischen 4. Dynastie

### Chuf
- Chufu-anch, altägyptischer Prinz
- Chufu-nacht, altägyptischer Prinz
- Chufuchenui, altägyptischer Beamter
- Chufuseneb, altägyptischer Beamter

### Chug
- Chugajew, Alan Anatoljewitsch (* 1989), russischer RingerAlan Anatoljewitsch Chugajew (* 1989)

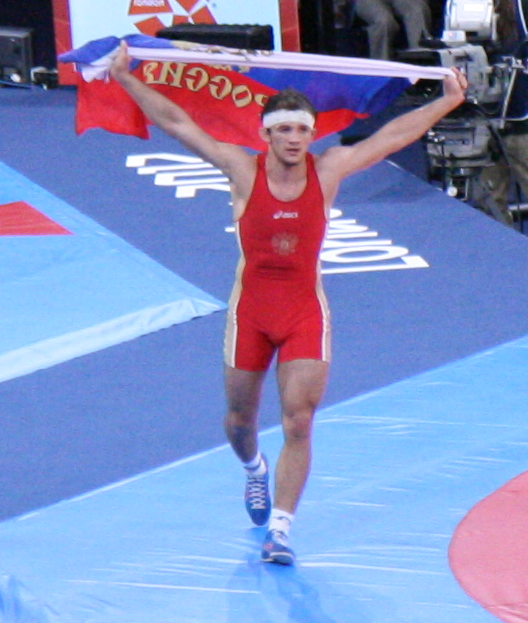
Alan Anatoljewitsch Chugajew (* 1989)

- Chugajew, Alan Lawrentjewitsch (* 1990), russischer Ringer
- Chugajew, Gerassim Georgijewitsch (1945–2024), südossetischer Politiker
- Chugajew, Rostislaw Jerastowitsch (* 1951), südossetischer Politiker und Unternehmer
- Chuganji, Yukichi (1889–2003), japanischer Supercentenarian, ältester lebender Mensch der Welt vom 29. Dezember 2002 bis zu seinem Tod
- Chugg, Chris (* 1960), australischer Springreiter
- Chugh, Parbet (* 1986), deutscher Schauspieler
- Chūgo, Masaki (* 1982), japanischer Fußballspieler

### Chuh
- Chuh, Ceci (* 1991), deutsche Schauspielerin
- Chuhaldin, Alexander (1892–1951), kanadischer Geiger, Dirigent, Komponist und Musikpädagoge

### Chui
- Chui, altägyptischer König der 8. Dynastie
- Chui, A-poo († 1851), chinesischer Pirat
- Chū'ī, Abū l-Qāsim al- (1899–1992), schiitischer Geistlicher (Irak)
- Chui, Fernando Sai-on (* 1957), chinesisch-macauischer Chefadministrator von Macau
- Chui, Floribert Bwana (1981–2007), kongolesischer Zollbeamter
- Chuit, ägyptische Harfenistin und Sängerin
- Chuit, altägyptische Königin
- Chuit, Königin der altägyptischen 6. Dynastie

### Chuk
- Chukerman, Brett (* 1981), US-amerikanischer Schauspieler
- Chuki, Sonam (* 1963), bhutanische Bogenschützin
- Chukiat Chimwong (* 1987), thailändischer Fußballspieler
- Chukid Wanpraphao (* 2001), thailändischer Fußballspieler
- Chukowry, Dorine, mauritische Politikerin
- Chukunyere, Destiny (* 2002), maltesische Sängerin
- Chukwu, Chinonye (* 1985), nigerianisch-US-amerikanische Filmregisseurin und Drehbuchautorin
- Chukwu, Clement (* 1973), nigerianischer Sprinter
- Chukwu, Hannah (* 2003), ungarische Squashspielerin
- Chukwu, Peter Nworie (* 1965), nigerianischer Geistlicher, römisch-katholischer Bischof von Abakaliki
- Chukwuani, Tochi (* 2003), dänischer Fußballspieler
- Chukwudi, Ogonna (* 1988), nigerianische Fußballspielerin
- Chukwuemeka, Carney (* 2003), englischer Fußballspieler
- Chukwuemeka, Vivian (* 1975), nigerianische Leichtathletin
- Chukwueze, Samuel (* 1999), nigerianischer FußballspielerSamuel Chukwueze (* 1999)

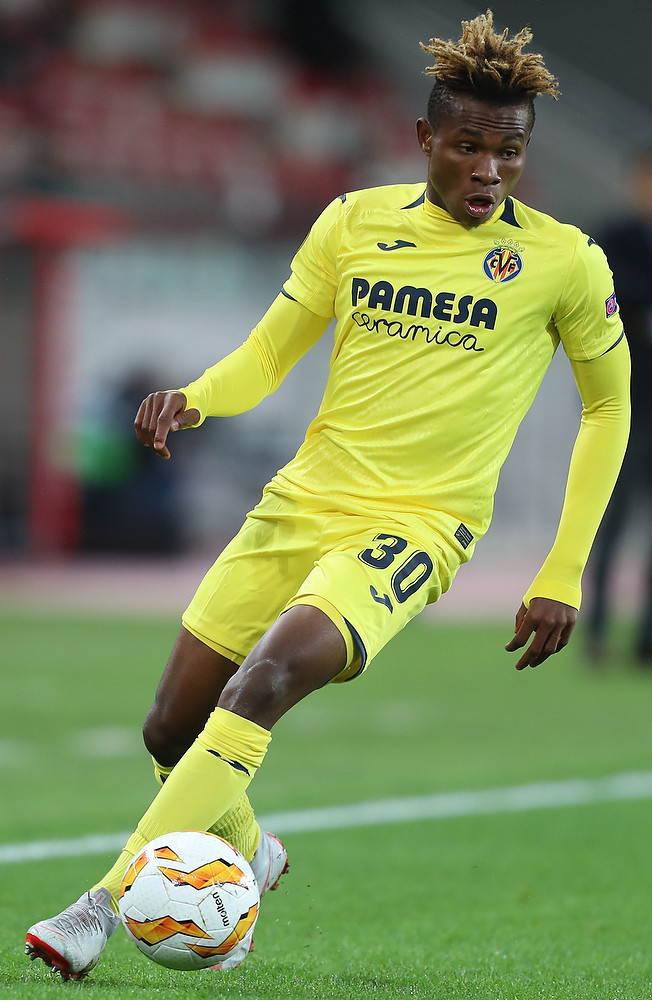
Samuel Chukwueze (* 1999)

- Chukwukelu, Alexander (* 2004), nigerianisch-US-amerikanischer Hürdenläufer
- Chukwuma Ndubuna, Gideon (* 2001), thailändisch-nigerianischer Fußballspieler
- Chukwuma, Rosemary (* 2001), nigerianische Sprinterin
- Chukwumerije, Chika (* 1983), nigerianischer Taekwondoin
- Chukwunonye, Josephine (* 1992), nigerianische Fußballspielerin
- Chūkyō (1218–1234), 85. Tennō von Japan

### Chul
- Chulabhorn Walailak (* 1957), thailändische Prinzessin
- Chulachak Chakrabongse (* 1981), britisch-thailändischer Schauspieler und Sänger
- Chulalongkorn (1853–1910), König von Siam (1868–1910)Chulalongkorn (1853–1910)

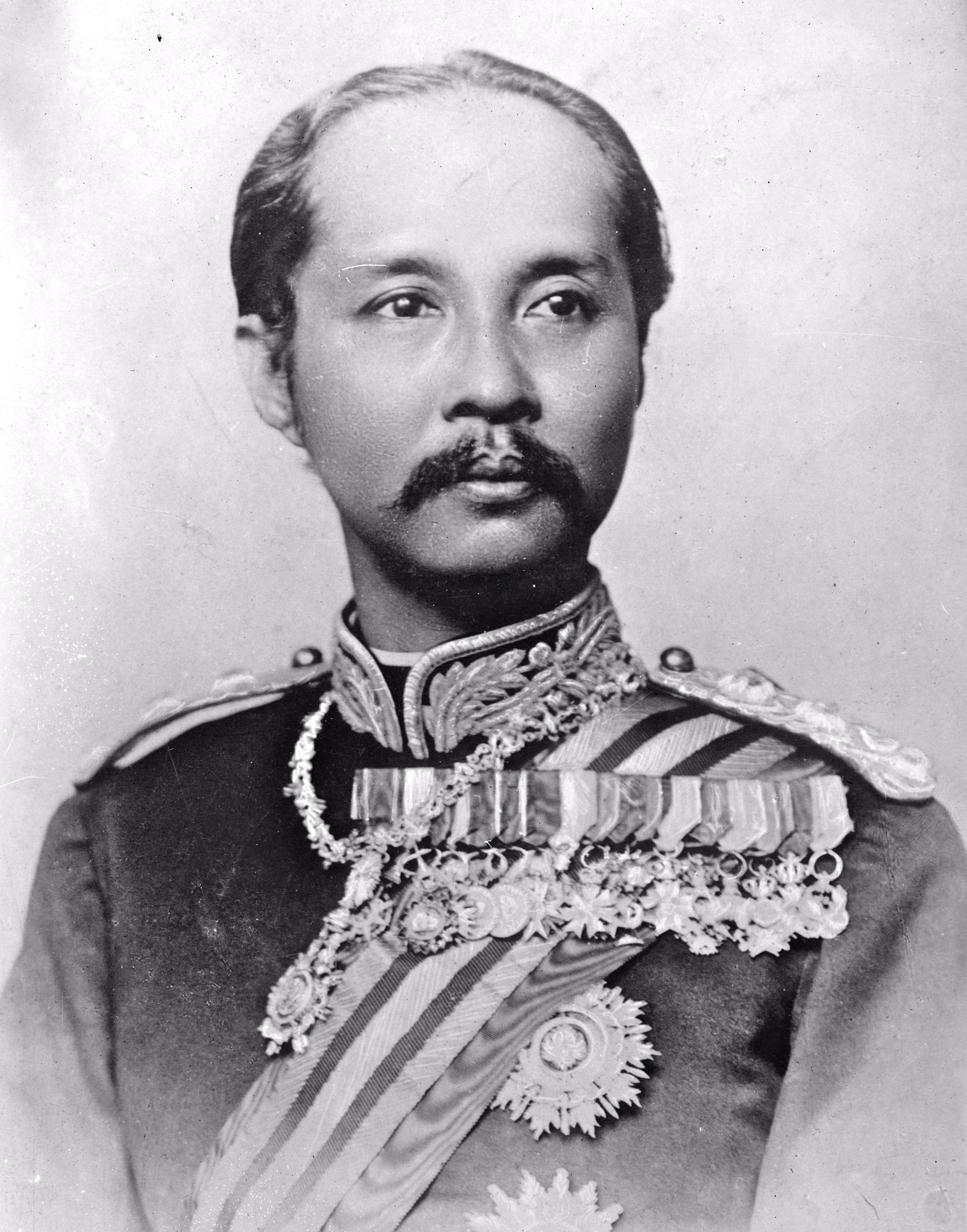
Chulalongkorn (1853–1910)

- Chulangoo, Baataryn (* 1994), mongolische Badmintonspielerin
- Chulapa, Serginho (* 1953), brasilianischer Fußballspieler und Trainer
- Chulapa, Tiago (* 1988), brasilianischer Fußballspieler
- Chulaparambil, Alexander (1877–1951), indischer Geistlicher und Bischof
- Chullamondhol, Preeda (1945–2010), thailändischer Radrennfahrer
- Chullikatt, Francis Assisi (* 1953), indischer Geistlicher, römisch-katholischer Erzbischof und Diplomat des Heiligen Stuhls
- Chullot, Franz (1599–1664), Abt des Klosters St. Blasien (1638 bis 1664)

### Chum
- Chum, Johannes, österreichischer Tenor
- Chumachenco, Ana (* 1945), italienische Geigerin und Professorin für Violine an der Hochschule für Musik und Theater München
- Chumarawaih (864–896), Herrscher der Tuluniden in Ägypten
- Chumba, Dickson (* 1986), kenianischer Marathonläufer
- Chumba, Eunice (* 1993), bahrainische Leichtathletin kenianischer Herkunft
- Chumbinho (* 1986), brasilianischer Fußballspieler
- Chumer, Michael (1598–1651), römisch-katholischer Weihbischof in Laibach
- Chúmez, Chumy (1927–2003), spanischer Comicautor, Schriftsteller und Filmregisseur
- Chumkum, Chavalert, thailändischer Badmintonspieler
- Chumley, Darrell, US-amerikanischer Schauspieler und Hörfunkmoderator
- Chumney, Brian (* 1975), US-amerikanischer Toningenieur
- Chumnongchob Pitthawas (* 1988), thailändischer Fußballspieler
- Chumpitaz, Ann (* 1994), peruanische Schachspielerin
- Chumpitaz, Héctor (* 1944), peruanischer Fußballspieler
- Chumpol Bua-ngam (* 1986), thailändischer Fußballspieler
- Chumpol Seekhiao (* 1993), thailändischer Fußballspieler
- Chumpol Silpa-archa (1940–2013), thailändischer Politiker

### Chun
- Chun Sovannarith, kambodschanischer Diplomat
- Chun, Byung-kwan (* 1969), südkoreanischer Gewichtheber
- Chun, Carl (1852–1914), deutscher Zoologe und Tiefseeforscher
- Chun, Charles Rahi (* 1967), US-amerikanischer Schauspieler
- Chun, Clarissa (* 1981), US-amerikanische Ringerin
- Chun, Dennis (* 1952), US-amerikanischer Schauspieler
- Chun, Doo-hwan (1931–2021), südkoreanischer PräsidentChun Doo-hwan (1931–2021)

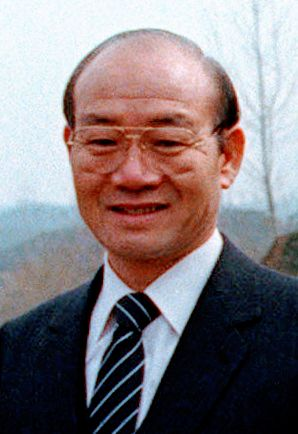
Chun Doo-hwan (1931–2021)

- Chun, Ga-ram (* 2002), südkoreanische Fußballspielerin
- Chun, Gang-hoon (* 1982), südkoreanischer Biathlet
- Chun, In-soo (* 1965), südkoreanischer Bogenschütze
- Chun, Ju-do (* 1964), südkoreanischer Boxer im Superfliegengewicht
- Chun, Jung-myung (* 1980), südkoreanischer Schauspieler
- Chun, Kam Fong (1918–2002), US-amerikanischer Schauspieler
- Chun, Kyungwoo (* 1969), koreanischer Künstler
- Chun, Lee-kyung (* 1976), südkoreanische Shorttrack-Läuferin
- Chun, Sung-suk (* 1966), südkoreanische Badmintonspielerin
- Chun, Thai (* 1972), kambodschanischer Diplomat
- Chun, Woo-hee (* 1987), südkoreanische Schauspielerin
- Chundela, Jaroslav (1936–1995), tschechischer Regisseur
- Chunder, Hemchandra (* 1907), indischer Filmregisseur und -produzent
- Chunder, Pratap Chandra (1919–2008), indischer Politiker und Autor
- Chundevalel, Geevarghese Timotheos (1928–2019), indischer Geistlicher, syro-malankarischer Bischof von Tiruvalla
- Chundrigar, I. I. (1897–1960), pakistanischer Politiker
- Chung An-zu, Thomas (* 1952), taiwanischer Geistlicher und römisch-katholischer Erzbischof von Taipeh
- Chung Hoan Ting, Peter (* 1928), katholischer Geistlicher, Alterzbischof von Kuching
- Chung Hoi Yuk (* 1964), chinesische Badmintonspielerin (Hongkong)
- Chung Hoon (* 1969), südkoreanischer Judoka
- Chung, Alexa (* 1983), englische Moderatorin, Mannequin und It-GirlAlexa Chung (* 1983)

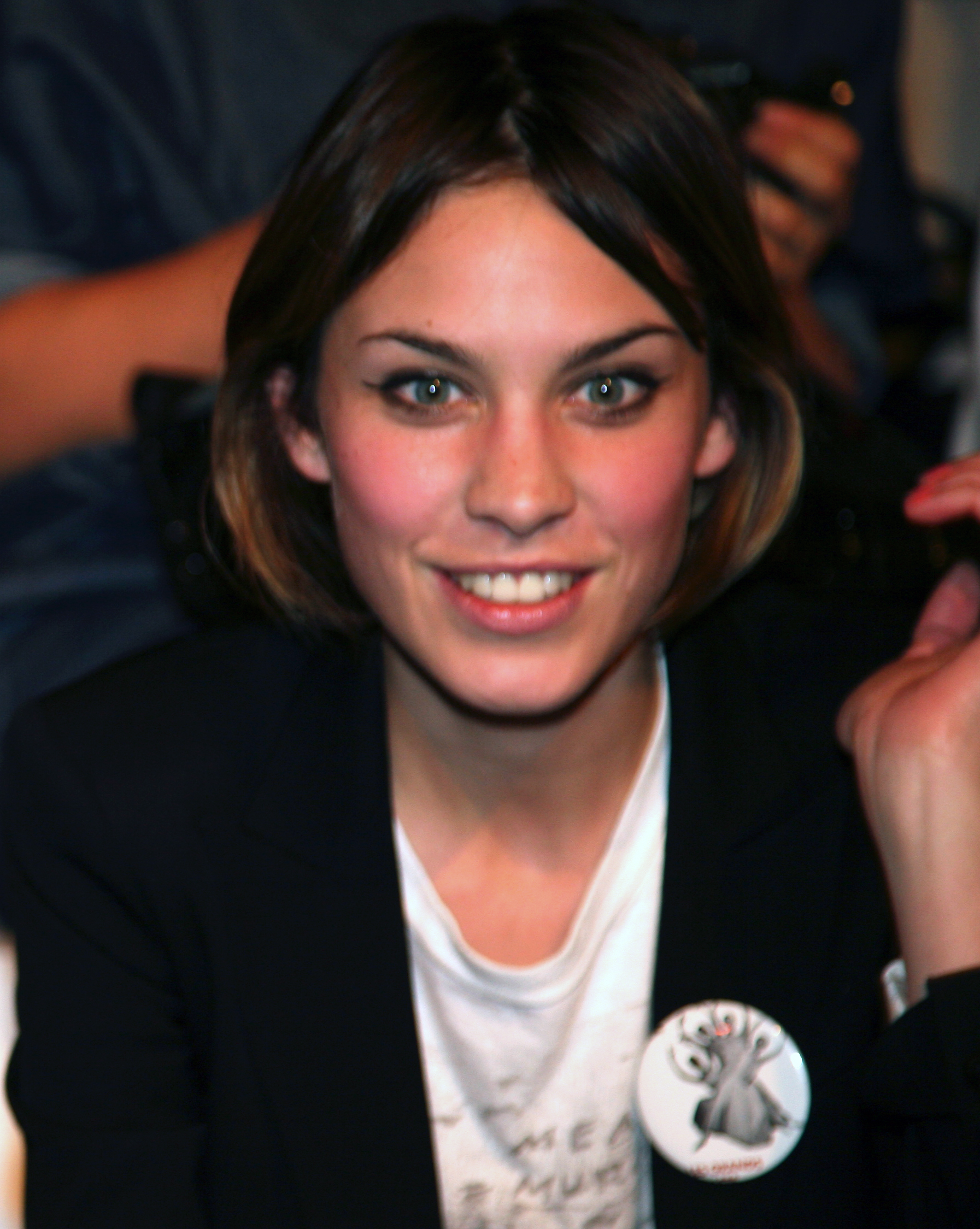
Alexa Chung (* 1983)

- Chung, Arthur (1918–2008), guyanischer Politiker (parteilos)
- Chung, Bi-won (* 1960), südkoreanischer Boxer im Fliegengewicht
- Chung, Bora (* 1976), südkoreanische Schriftstellerin
- Chung, Chang-ho (* 1967), koreanischer Jurist und Richter am Internationalen Strafgerichtshof
- Chung, Chang-Hun (* 1990), deutscher Bodybuilder der Men’s Physique Klasse
- Chung, Charlet (* 1983), US-amerikanische Schauspielerin und Synchronsprecherin
- Chung, Chi Hyun (* 1970), bolivianischer Politiker
- Chung, Chung-hoon (* 1970), südkoreanischer Kameramann
- Chung, David (* 1962), papua-neuguineischer Fußballfunktionär
- Chung, Deborah (* 1952), US-amerikanische Materialforscherin
- Chung, Dong-young (* 1953), südkoreanischer Politiker
- Chung, Fan (* 1949), chinesisch-US-amerikanische Mathematikerin
- Chung, Felix (* 1963), chinesischer Politiker
- Chung, Gillian (* 1981), chinesische Musikerin, Modell und Schauspielerin
- Chung, Hae-won (1959–2020), südkoreanischer Fußballspieler
- Chung, Hye-kyong (* 1981), südkoreanische Weit- und Dreispringerin
- Chung, Hyeon (* 1996), südkoreanischer TennisspielerChung Hyeon (* 1996)

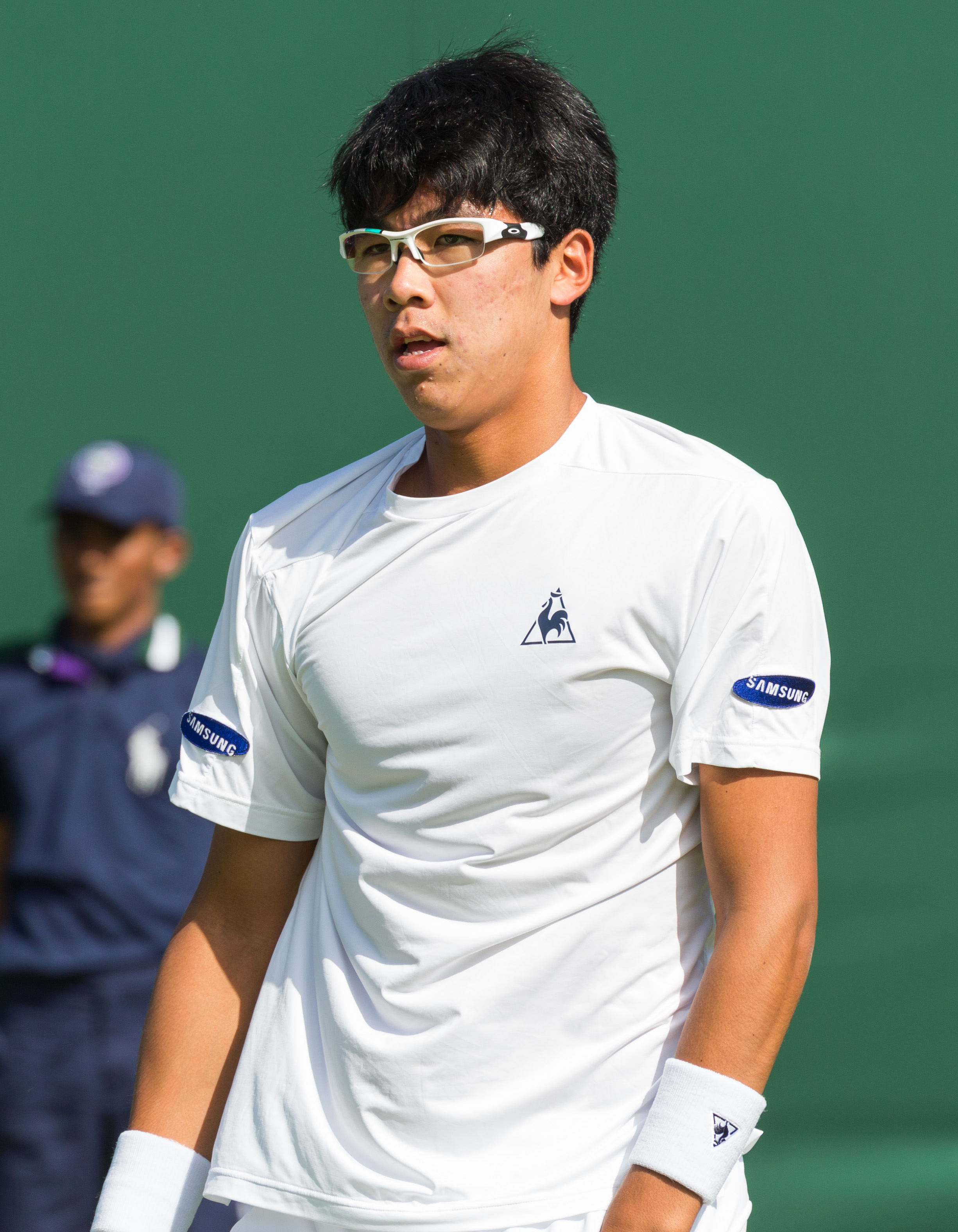
Chung Hyeon (* 1996)

- Chung, Hyun Kyung (* 1956), südkoreanische Theologin
- Chung, Il-kwon (1917–1994), südkoreanischer General
- Chung, Jae-hee (* 1978), südkoreanische Badmintonspielerin
- Chung, Jae-hun (* 1974), südkoreanischer Bogenschütze
- Chung, Jae-won (* 2001), südkoreanischer Eisschnellläufer
- Chung, Jamie (* 1983), US-amerikanische SchauspielerinJamie Chung (* 1983)

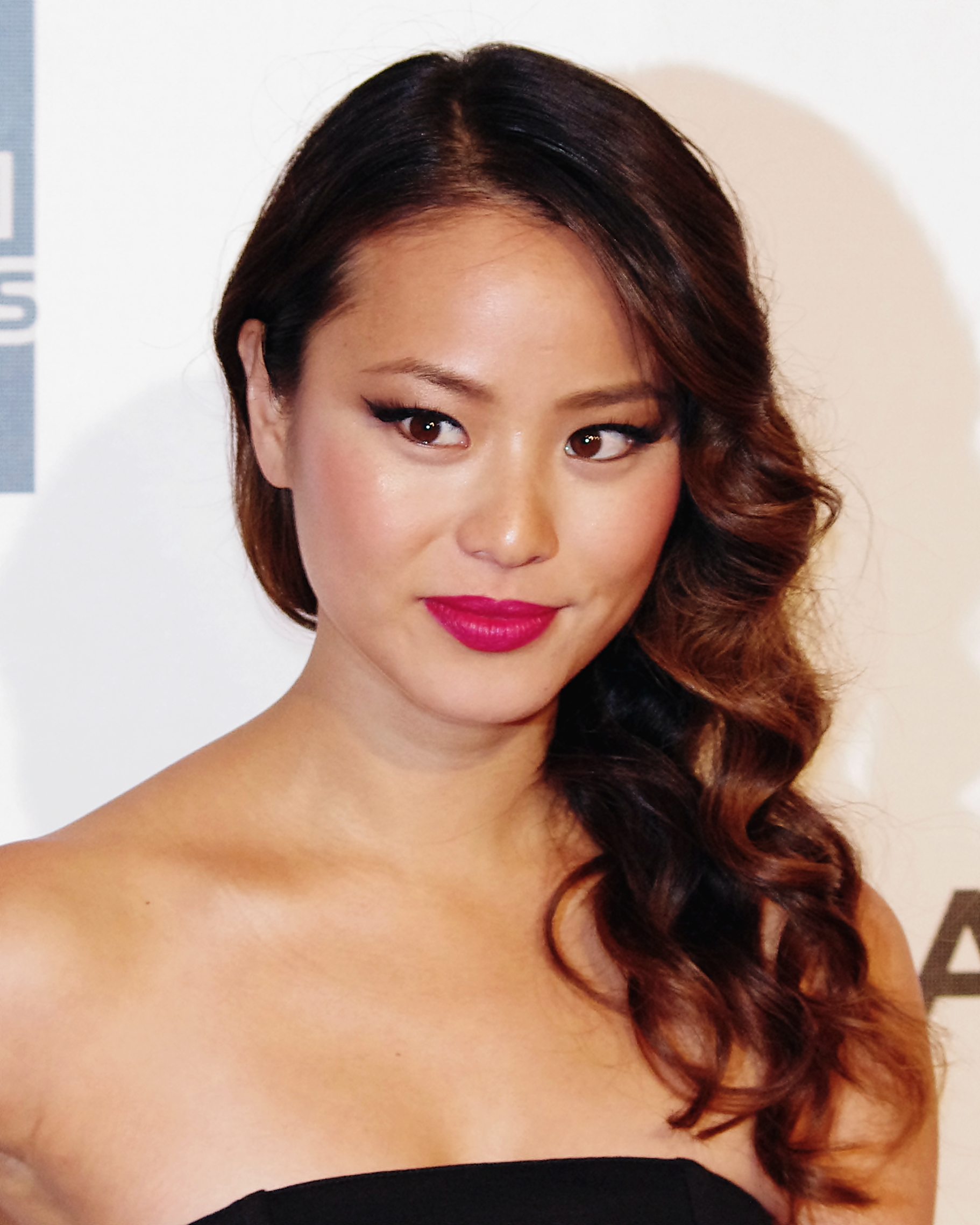
Jamie Chung (* 1983)

- Chung, Ji-young (* 1946), südkoreanischer Filmregisseur und Drehbuchautor
- Chung, Jong-kwan (* 1961), südkoreanischer Boxer im Fliegengewicht
- Chung, Jong-son (* 1966), südkoreanischer Fußballspieler
- Chung, Jong-soo (* 1961), südkoreanischer Fußballspieler
- Chung, Ju-yung (1915–2001), südkoreanischer Unternehmer und Industriemagnat
- Chung, Julie J. (* 1973), US-amerikanische Diplomatin
- Chung, Kai Lai (1917–2009), US-amerikanischer Mathematiker
- Chung, Ki-young (* 1959), südkoreanischer Boxer im Federgewicht
- Chung, Kook-chin (1917–1976), südkoreanischer Fußballspieler, -trainer und -funktionär
- Chung, Kyu-Myung (1929–2005), südkoreanischer Physiker
- Chung, Kyung-ho (* 1980), südkoreanischer Fußballspieler
- Chung, Kyung-wha (* 1948), südkoreanische Violinistin
- Chung, Lee Isaac (* 1978), US-amerikanischer Filmregisseur und Drehbuchautor
- Chung, Man Yee (* 1951), chinesischer Szenen- und Kostümbildner, Artdirector und Filmregisseur
- Chung, Margaret (1889–1959), US-amerikanische Ärztin
- Chung, Mark (* 1957), deutscher Musiker und MusikverlegerMark Chung (* 1957)

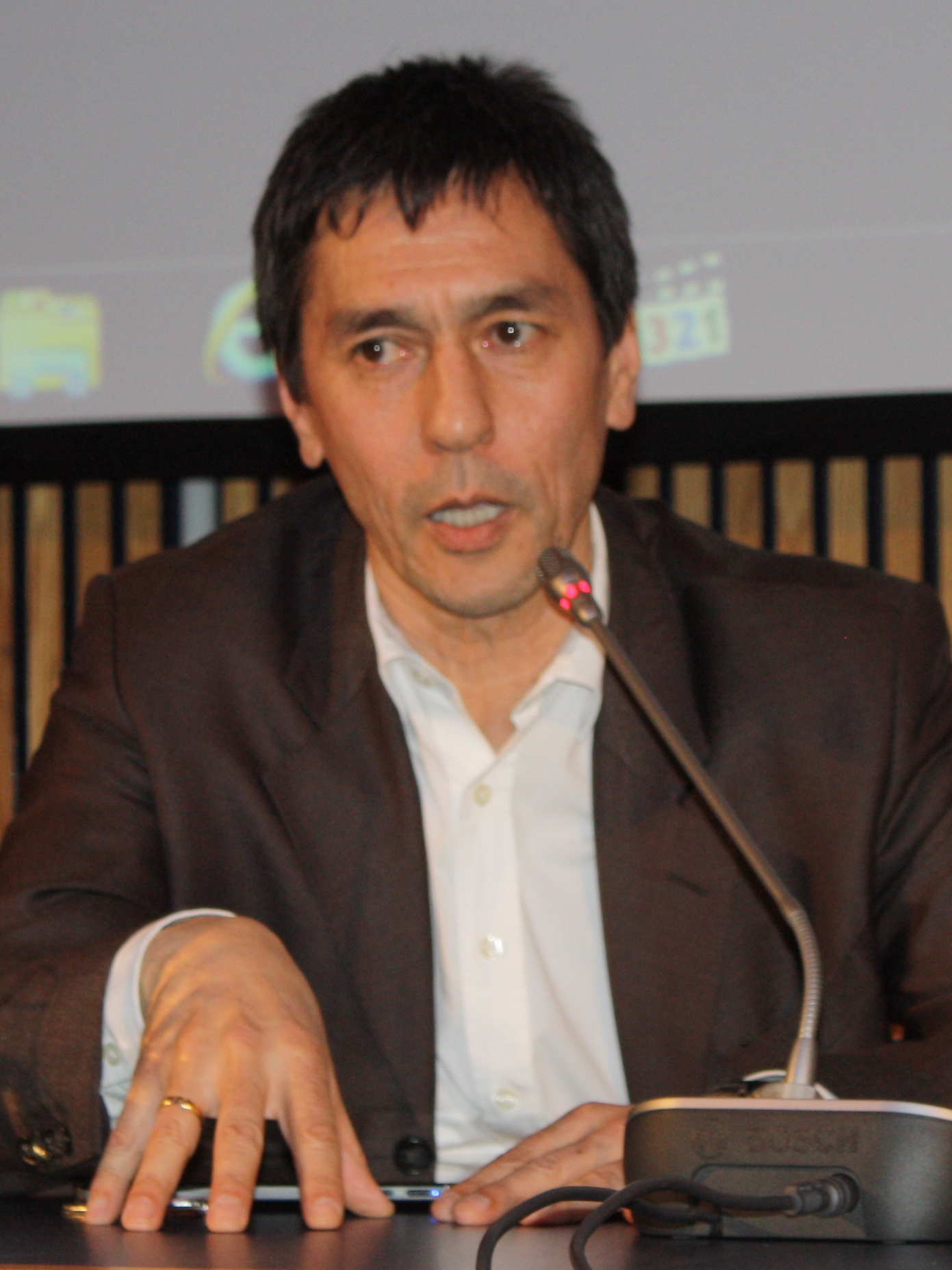
Mark Chung (* 1957)

- Chung, Meehyun (* 1963), evangelische Theologin und Kirchenhistorikerin
- Chung, Mong-joon (* 1951), südkoreanischer Politiker und Fußballfunktionär
- Chung, Mong-koo (* 1938), südkoreanischer Manager, Chef der Hyundai Kia Automotive Group
- Chung, Myung-hee (* 1964), südkoreanische Badmintonspielerin
- Chung, Myung-whun (* 1953), südkoreanischer Dirigent und Pianist
- Chung, Nam-kyun (* 1978), südkoreanischer Marathonläufer
- Chung, Nam-sik (1917–2005), südkoreanischer Fußballspieler und -trainer
- Chung, Ook (* 1963), kanadischer Autor
- Chung, Patrick (* 1987), jamaikanischer American-Football-Spieler
- Chung, Peter Soon-taek (* 1961), südkoreanischer Ordensgeistlicher, römisch-katholischer Erzbischof von Seoul
- Chung, Rae Kwon, südkoreanischer Hochschullehrer, Professor Emeritus am Institut für Konvergenz Wissenschaft und Technologie
- Chung, Roy (* 1957), US-amerikanischer Soldat und Deserteur
- Chung, Serang (* 1984), südkoreanische Schriftstellerin
- Chung, So-young (* 1967), südkoreanische Badmintonspielerin
- Chung, Su Sing (1935–2022), osttimoresisch-portugiesischer Offizier
- Chung, Sye-kyun (* 1950), südkoreanischer Politiker und Premierminister
- Chung, Thị Thanh Lan (* 1962), vietnamesische Schwimmerin
- Chung, Tony (* 2001), Demokratieaktivist
- Chung, Un-chan (* 1947), südkoreanischer Politiker
- Chung, Wai Yan (* 1998), chinesische Hochspringerin (Hongkong)
- Chung, Wonseok (* 1969), südkoreanischer Germanist
- Chung, Yong-hwan (1960–2015), südkoreanischer Fußballspieler
- Chung, Yun-hee (* 1983), südkoreanische Marathonläuferin
- Chung, Yun-seong (* 1998), südkoreanischer Tennisspieler
- Chunga, La (1938–2025), spanische Flamenco-Tänzerin
- Chungha (* 1996), südkoreanische PopsängerinChungha (* 1996)

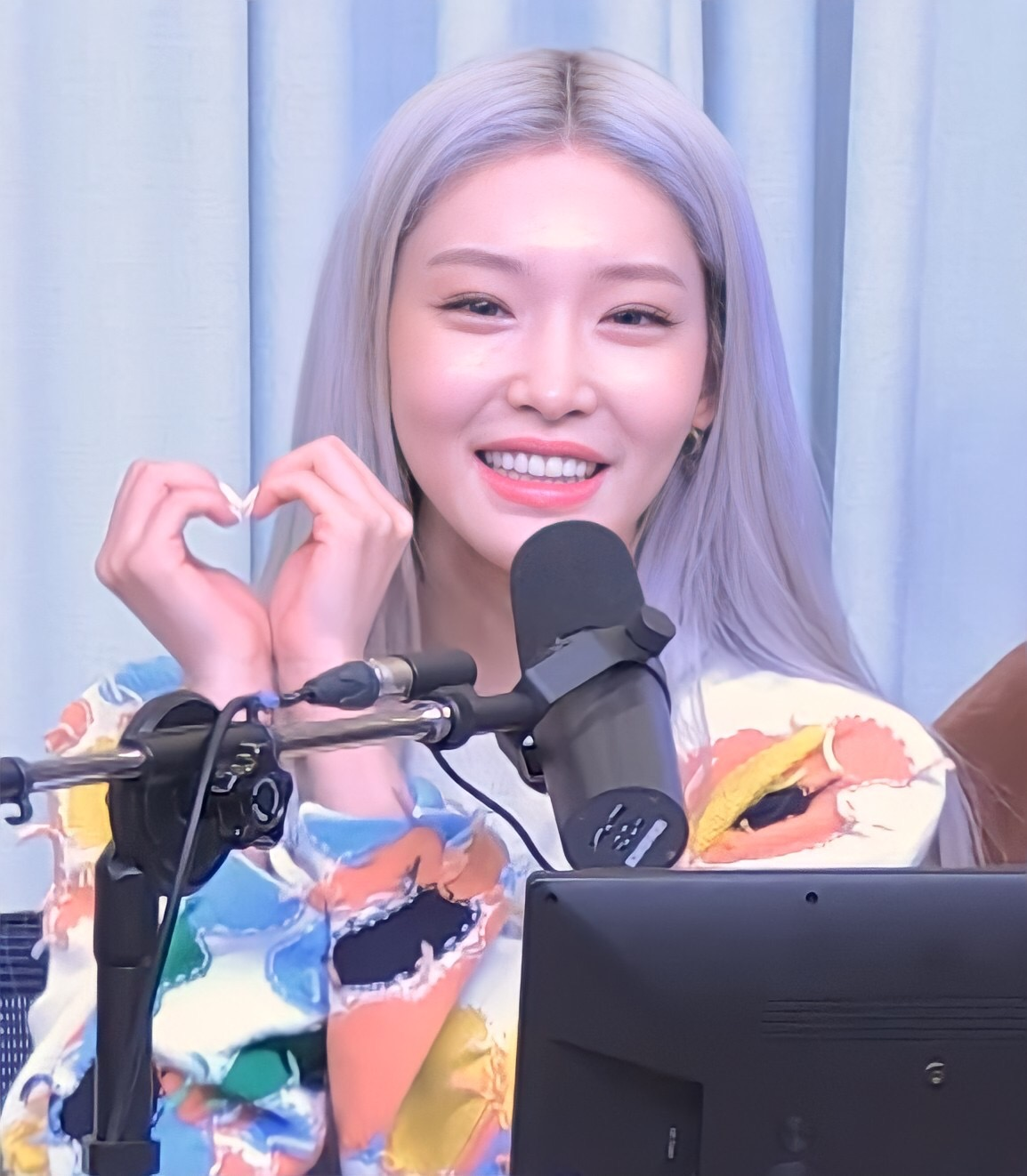
Chungha (* 1996)

- Chunghye Wang (1315–1344), 28. König des Goryeo-Reiches und der Goryeo-Dynastie
- Chungjeong Wang (1338–1352), 30. König des Goryeo-Reiches und der Goryeo-Dynastie
- Chungmok Wang (1337–1348), 29. König des Goryeo-Reiches und der Goryeo-Dynastie
- Chungnyeol Wang (1236–1308), 25. König des Goryeo-Reiches und der Goryeo-Dynastie
- Chungseon Wang (1275–1325), 26. König des Goryeo-Reiches und der Goryeo-Dynastie
- Chungsuk Wang (1294–1339), 27. König des Goryeo-Reiches und der Goryeo-Dynastie
- Chuñil, Julia (* 1952), chilenische UmweltschützerinJulia Chuñil (* 1952)

Julia Chuñil (* 1952)

- Chuniza von Giech († 1143), Gräfin von Giech
- Chunming, Huang (* 1935), taiwanischer Autor
- Chuno, Johann Helfrich (1632–1686), deutscher Rechtswissenschaftler und Bürgermeister in Kassel
- Chuno, Johann Jakob (1661–1715), deutscher Archivar
- Chuntishvili, Ketevan (* 1996), georgische Opern- und Konzertsängerin
- Chunyu Qiong († 200), chinesischer General
- Chunyu, Kun, chinesischer Philosoph

### Chuo
- Chương, Thị Kiều (* 1995), vietnamesische Fußballspielerin

### Chup
- Chupack, Cindy (* 1965), US-amerikanische Drehbuchautorin und Fernsehproduzentin
- Chupin, Alfred (1916–2021), französischer Politiker
- Chupin, Roger (1921–2002), französischer Radrennfahrer
- Chupong, Dan (* 1981), thailändischer Schauspieler

### Chuq
- Chuquet, Arthur (1853–1925), französischer Historiker
- Chuquet, Nicolas, französischer Mathematiker
- Chuquihuara Chil, Alfredo Raúl (1958–2018), peruanischer Diplomat
- Chuquihuara Chil, Luis Juan (* 1953), peruanischer Diplomat
- Chuquimamani Valer, Nonato Rufino (* 1946), peruanischer Schriftsteller, Übersetzer und Literaturwissenschaftler

### Chur
- Chur, Heinz (* 1948), deutscher Komponist
- Chura, Haley (* 1985), US-amerikanische Triathletin
- Churan, Zheng (* 1989), chinesische Frauenrechts- und LGBT-Aktivistin
- Churavý, Josef (1894–1942), tschechoslowakischer General und Widerstandskämpfer
- Churavý, Pavel (* 1977), tschechischer Nordischer Kombinierer
- Churberg, Fanny (1845–1892), finnische Landschaftsmalerin
- Church, Alonzo (1903–1995), US-amerikanischer Mathematiker und einer der Begründer der theoretischen Informatik
- Church, Angelica Schuyler (1756–1814), Persönlichkeit aus der Zeit der amerikanischen UnabhängigkeitskriegeAngelica Schuyler Church (1756–1814)

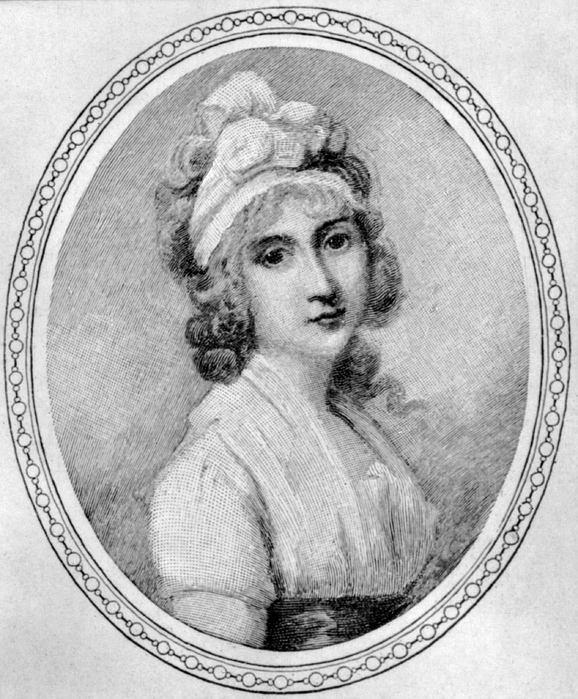
Angelica Schuyler Church (1756–1814)

- Church, Anna (* 1993), US-amerikanische Volleyballspielerin
- Church, Archibald (1886–1954), britischer Offizier und Politiker (Labour Party)
- Church, Arthur Herbert (1834–1915), britischer Autor, Maler und Chemiker
- Church, Barry (* 1988), US-amerikanischer American-Football-Spieler
- Church, Charlotte (* 1986), britische Singer-Songwriterin, Schauspielerin und Moderatorin
- Church, Christopher (1940–2001), britischer Radrennfahrer
- Church, David (* 2003), luxemburgischer Eishockeyspieler
- Church, Denver S. (1862–1952), US-amerikanischer Politiker
- Church, Doug, US-amerikanischer Computerspielentwickler
- Church, Ellen (1904–1965), US-amerikanische Pilotin, Krankenschwester und erste Flugbegleiterin
- Church, Eric (* 1977), US-amerikanischer Countrysänger und Songwriter
- Church, Eugene (1938–1993), amerikanischer Rhythm-and-Blues-Sänger
- Church, Francis Pharcellus (1839–1906), US-amerikanischer Journalist
- Church, Frank (1924–1984), US-amerikanischer Politiker der Demokratischen Partei
- Church, Frank Martin (1874–1959), US-amerikanischer Organist, Komponist und Musikpädagoge
- Church, Fred (1888–1983), US-amerikanischer Schauspieler der Stummfilmzeit
- Church, Frederic Edwin (1826–1900), US-amerikanischer Landschaftsmaler
- Church, George M. (* 1954), US-amerikanischer MolekularbiologeGeorge M. Church (* 1954)

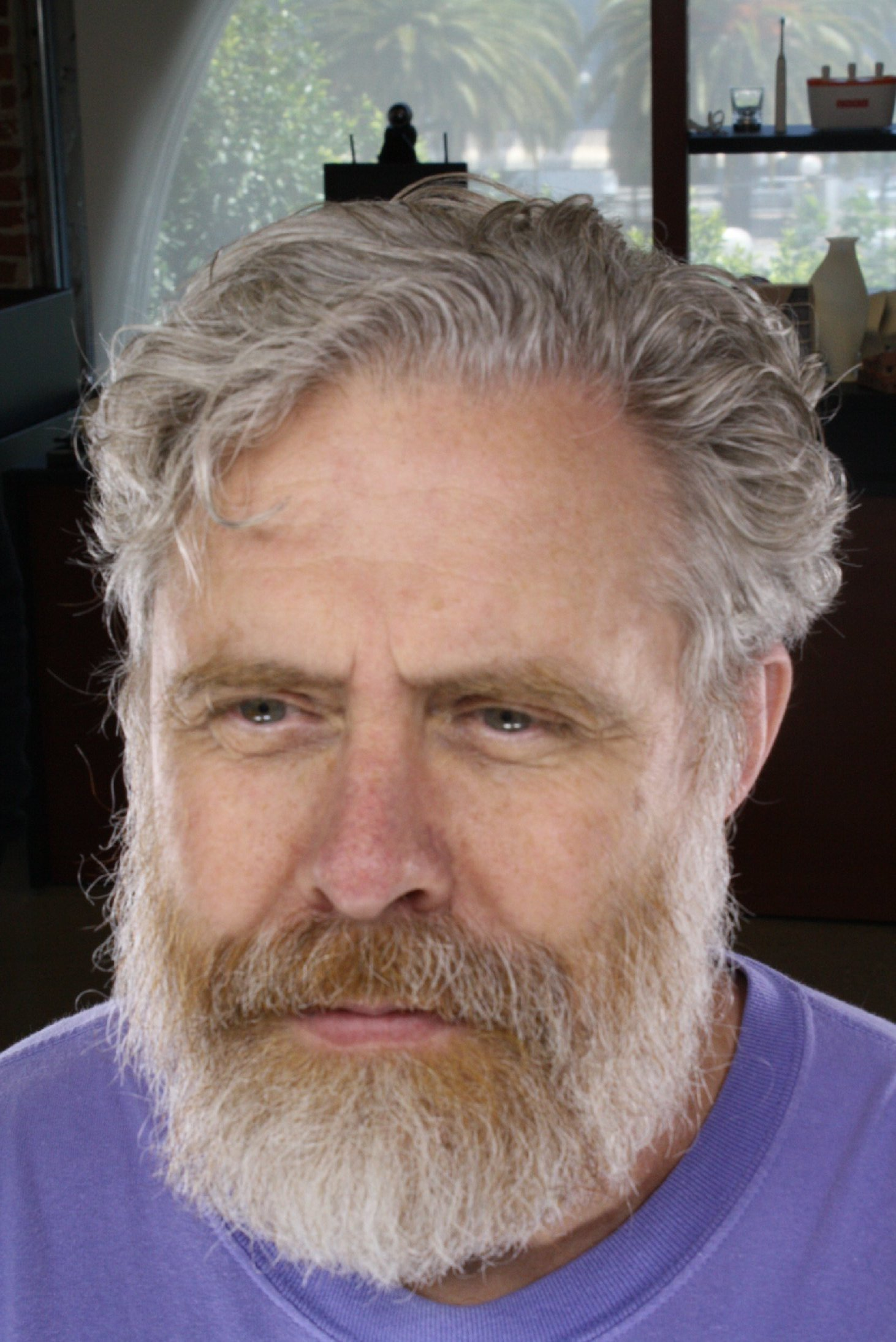
George M. Church (* 1954)

- Church, Joerie (* 1998), niederländisch-englischer Fußballspieler
- Church, John (1780–1835), englischer Geistlicher
- Church, John H. (1892–1953), US-amerikanischer Offizier, Generalmajor der US-Army
- Church, Louis K. (1846–1898), US-amerikanischer Politiker, Gouverneur des Dakota-Territoriums
- Church, Marguerite S. (1892–1990), US-amerikanische Politikerin
- Church, Ralph E. (1883–1950), US-amerikanischer Politiker
- Church, Richard (1893–1972), britischer Journalist und realistischer Schriftsteller
- Church, Robert (1839–1912), US-amerikanischer Geschäftsmann und Philanthrop
- Church, Rosemary (* 1962), nordirisch-australisch-amerikanische Nachrichtensprecherin nordirischer Herkunft
- Church, Sanford E. (1815–1880), US-amerikanischer Jurist und Politiker (Demokratische Partei)
- Church, Simon (* 1988), walisischer Fußballspieler
- Church, Thomas Dolliver (1902–1978), US-amerikanischer Landschaftsarchitekt
- Church, Thomas Haden (* 1960), US-amerikanischer SchauspielerThomas Haden Church (* 1960)

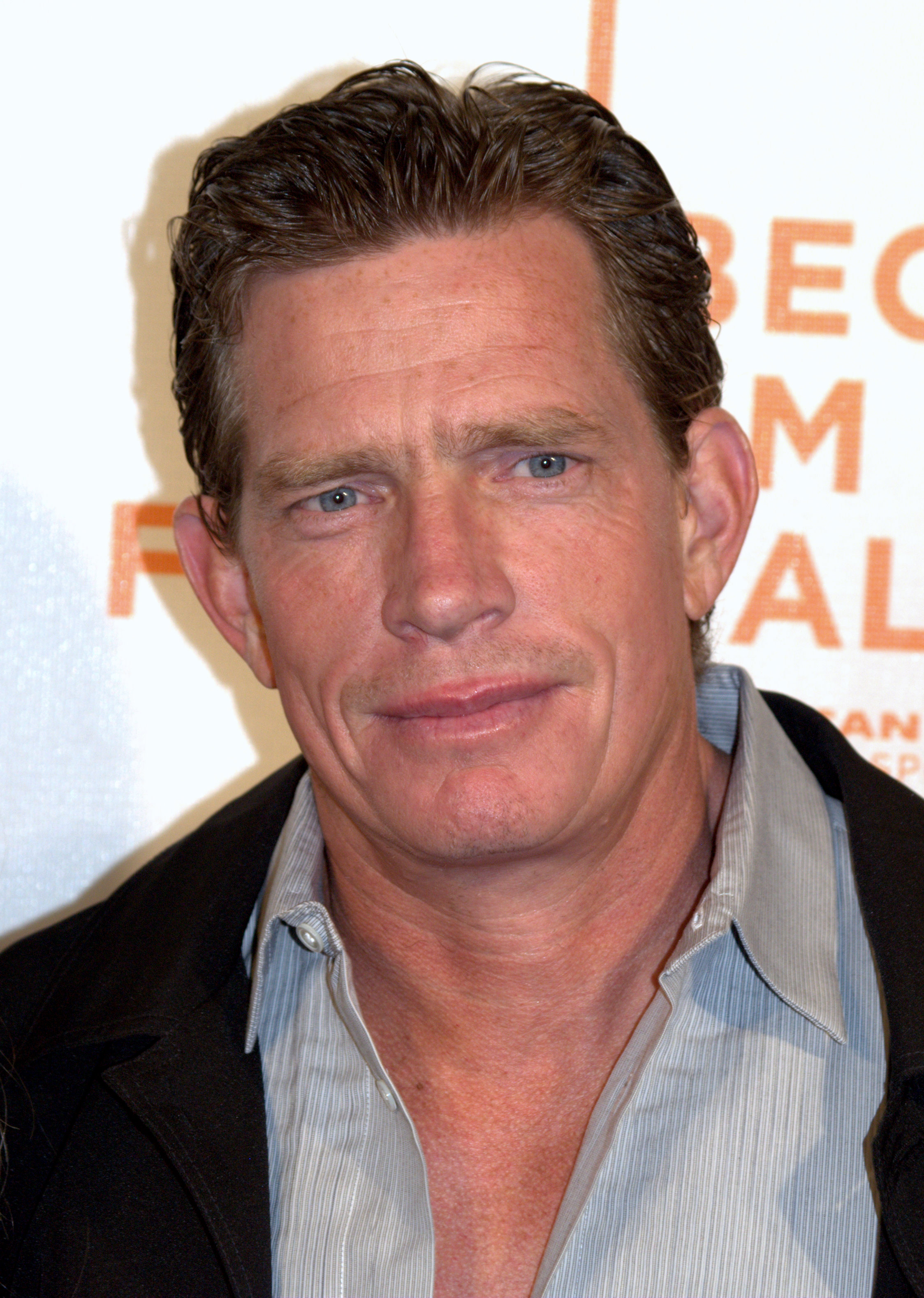
Thomas Haden Church (* 1960)

- Church, Thomas Langton (1870–1950), kanadischer Rechtsanwalt, Politiker und 37. Bürgermeister von Toronto
- Church, Wade (1908–2002), US-amerikanischer Jurist und Politiker
- Church, Whitney (* 1993), US-amerikanische Fußballspielerin
- Church, William († 1863), US-amerikanischer Erfinder (Setzmaschine)
- Church, William Conant (1836–1917), US-amerikanischer Journalist und Verleger
- Churcher, Christine (* 1954), ghanaische Politikerin und Ministerin
- Churcher, Harry (1910–1972), britischer Geher
- Churchill, Alfred Vance (1864–1949), US-amerikanischer Maler und Hochschullehrer
- Churchill, Arabella (1648–1730), Mätresse des englischen Königs Jakob II.
- Churchill, Arnold (1883–1975), britischer Leichtathlet
- Churchill, Berton (1876–1940), kanadischer Schauspieler
- Churchill, Caryl (* 1938), britische Autorin von Dramen
- Churchill, Charles (1732–1764), englischer Dichter
- Churchill, Charles († 1790), britischer Seemann
- Churchill, Charles Henry (1807–1869), britischer Offizier und Diplomat
- Churchill, Clark (1836–1896), US-amerikanischer Jurist, Offizier, Grundbesitzer, Geschäftsmann und Politiker (Republikanische Partei)
- Churchill, Clementine (1885–1977), britische Ehefrau von Winston ChurchillClementine Churchill (1885–1977)

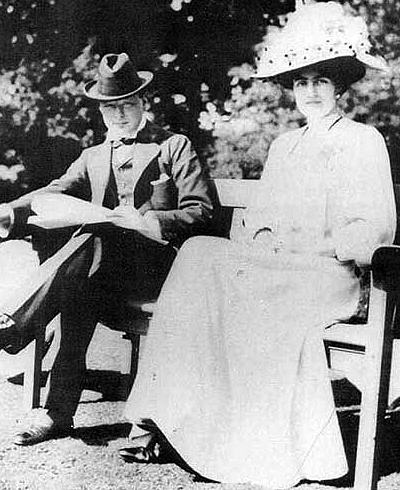
Clementine Churchill (1885–1977)

- Churchill, Diana (1909–1963), britische Tochter von Winston Churchill
- Churchill, Donald (1930–1991), britischer Schauspieler
- Churchill, Edward Delos (1895–1972), US-amerikanischer Mediziner
- Churchill, Elizabeth F. (* 1962), britisch-amerikanische Psychologin
- Churchill, Frank (1901–1942), US-amerikanischer Filmmusikkomponist
- Churchill, George B. (1866–1925), US-amerikanischer Politiker
- Churchill, Gordon (1898–1985), kanadischer Rechtsanwalt, Offizier und Politiker
- Churchill, Henrietta, 2. Duchess of Marlborough (1681–1733), britische Adlige
- Churchill, Ian (* 1969), britischer Comiczeichner
- Churchill, Jack (1906–1996), britischer Offizier
- Churchill, Jennie (1854–1921), amerikanisch-britische Philanthropin und Autorin
- Churchill, John (1887–1965), britischer Brigadier
- Churchill, John C. (1821–1905), US-amerikanischer Jurist und Politiker
- Churchill, John, 1. Duke of Marlborough (1650–1722), englischer Feldherr im Spanischen Erbfolgekrieg
- Churchill, Kenneth (1910–1980), US-amerikanischer Speerwerfer
- Churchill, Liam (* 2000), dänischer Basketballspieler
- Churchill, Marguerite (1910–2000), US-amerikanische Schauspielerin
- Churchill, Noah (* 2003), dänischer Basketballspieler
- Churchill, Owen (1896–1985), US-amerikanischer Segler
- Churchill, Pete (* 1961), britischer Jazzmusiker (Piano, Gesang, Dirigat, Komposition, Arrangement)
- Churchill, Randolph (1849–1895), britischer Politiker, Mitglied des House of Commons
- Churchill, Randolph Frederick (1911–1968), britischer Journalist und Politiker, Mitglied des House of CommonsRandolph Frederick Churchill (1911–1968)

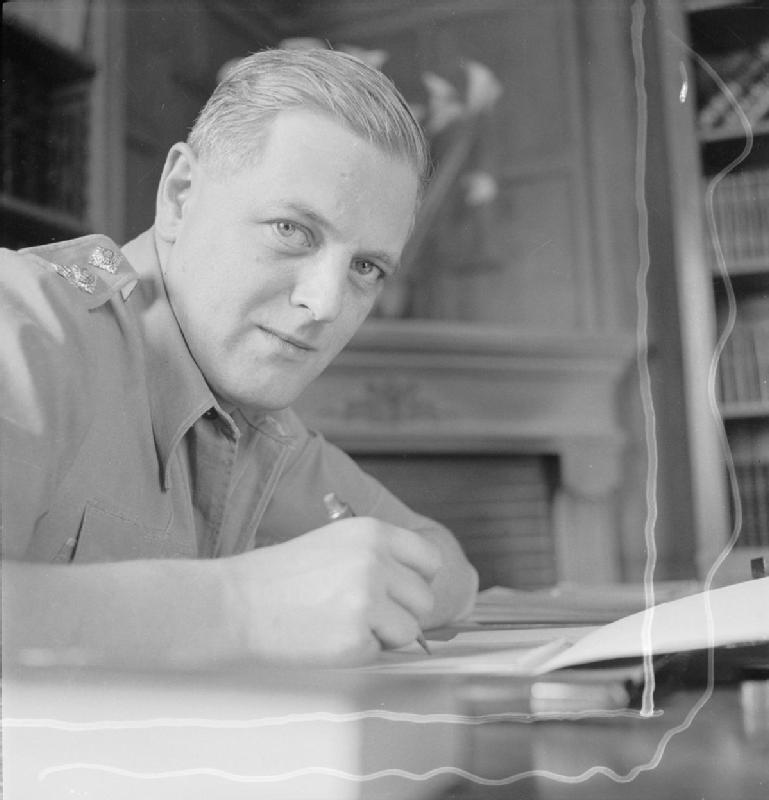
Randolph Frederick Churchill (1911–1968)

- Churchill, Sarah (1914–1982), britische Schauspielerin, Tänzerin und Tochter von Winston Churchill
- Churchill, Sarah, Duchess of Marlborough (1660–1744), Jugendfreundin und enge Vertraute der Königin Anne und die Ehefrau John Churchills
- Churchill, Savannah (1920–1974), US-amerikanische Rhythm-and-Blues- und Jazz-Sängerin
- Churchill, Sylvester (1783–1862), US-amerikanischer Offizier
- Churchill, Thomas (1908–1963), US-amerikanischer Zehnkämpfer
- Churchill, Thomas James (1824–1905), US-amerikanischer Politiker, Gouverneur, Generalmajor im konföderierten Heer
- Churchill, Ward (* 1947), US-amerikanischer Schriftsteller, Akademiker und Aktivist
- Churchill, Winston († 1688), englischer Politiker, Begründer der Churchill-Familie
- Churchill, Winston (1871–1947), US-amerikanischer Autor
- Churchill, Winston (1874–1965), britischer Politiker, Mitglied des House of Commons und Premierminister während des Zweiten Weltkriegs und Nobelpreisträger für LiteraturWinston Churchill (1874–1965)

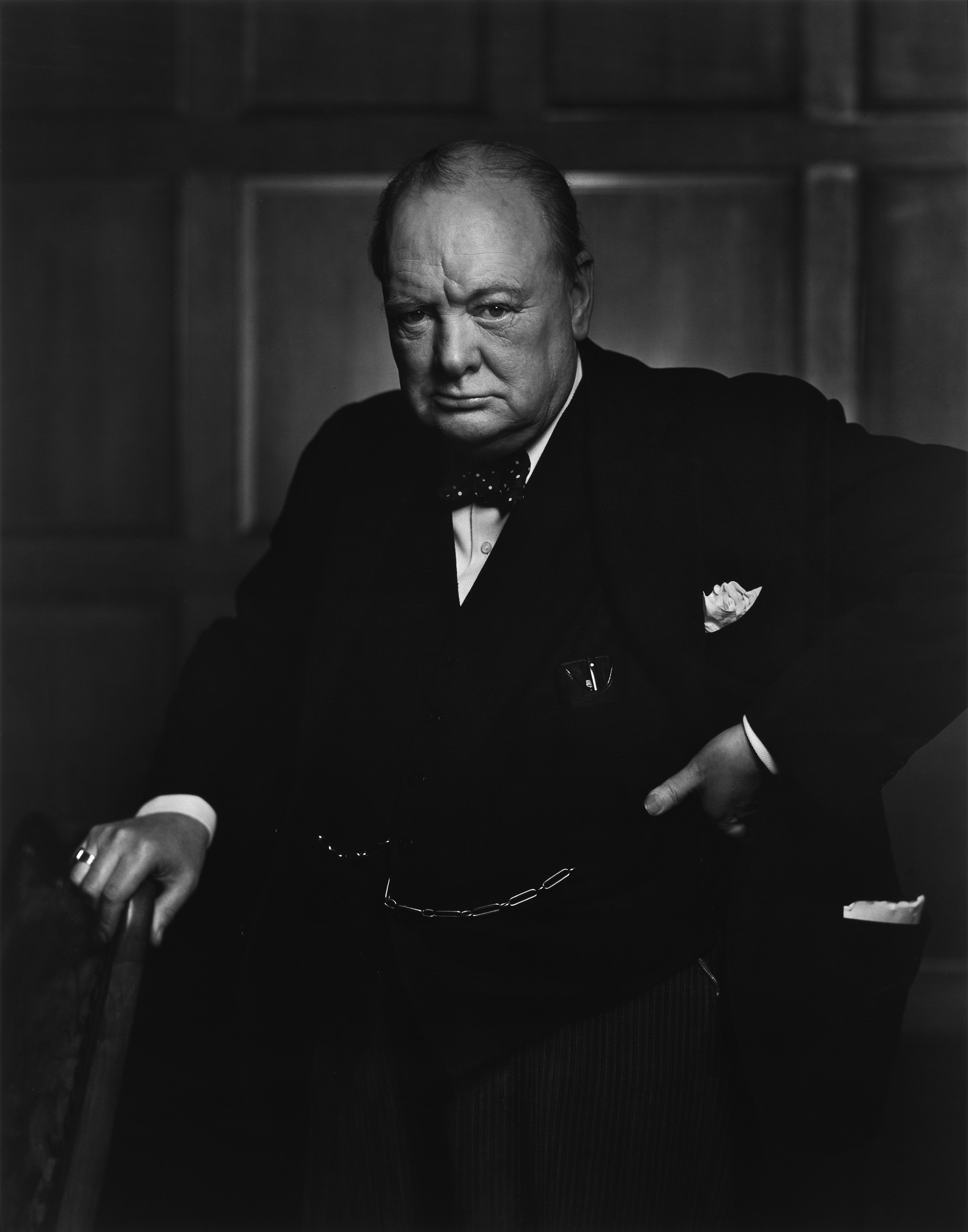
Winston Churchill (1874–1965)

- Churchland, Patricia (* 1943), kanadische Philosophin
- Churchland, Paul (* 1942), kanadischer Philosoph
- Churchman, C. West (1913–2004), amerikanischer Philosoph und Systemwissenschaftler
- Churchwell, Robert (* 1972), US-amerikanischer Basketballspieler
- Churchwell, Sarah (* 1970), US-amerikanische Literaturwissenschaftlerin
- Churchwell, William Montgomery (1826–1862), US-amerikanischer Politiker
- Chürelbaataryn, Tsend-Ajuusch (* 1990), mongolischer Fußballspieler
- Chürelsüch, Uchnaagiin (* 1968), mongolischer Politiker, Premierminister (seit 2017)
- Churg, Jacob (1910–2005), US-amerikanischer Pathologe
- Churgin, Lisa Zeno (* 1955), US-amerikanische Filmeditorin
- Churginas, Aleksys (1912–1990), litauischer Dichter und Übersetzer
- Churikova, Alla (* 1962), deutsche Trickfilmemacherin ukrainisch-russischer Abstammung
- Churko, Kevin (* 1968), kanadischer Musikproduzent, Musiker, Toningenieur und SongwriterKevin Churko (* 1968)

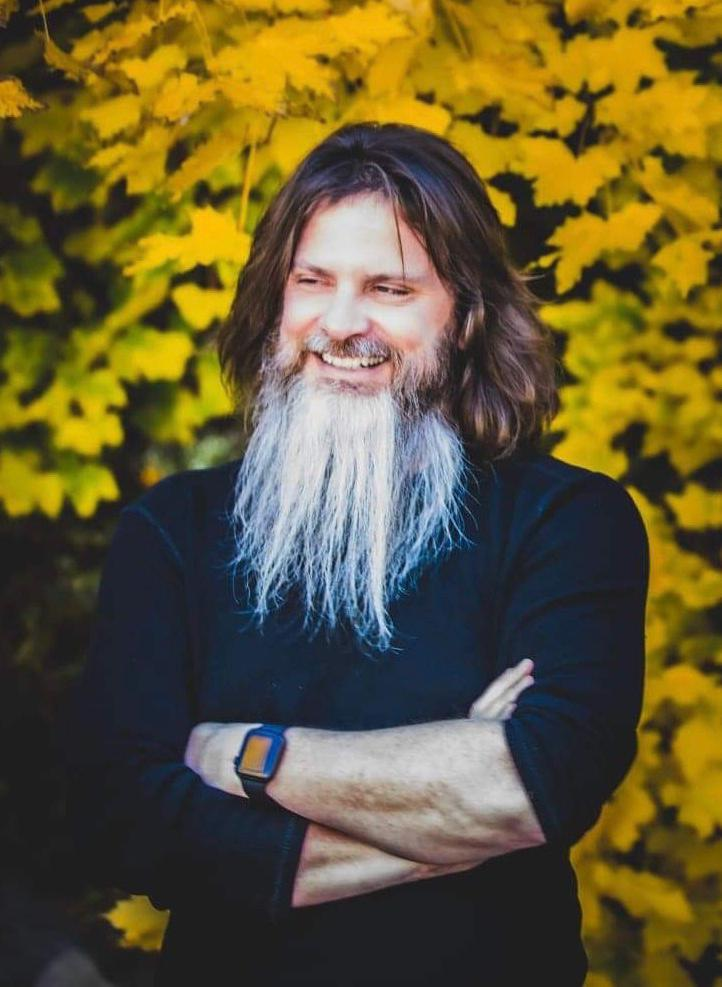
Kevin Churko (* 1968)

- Churla, Shane (* 1965), kanadischer Eishockeyspieler und -scout
- Churms, Joseph (1926–1994), südafrikanischer Astronom
- Churriguera, Alberto de (1676–1750), spanischer Barockarchitekt
- Churriguera, Joaquín de (1674–1724), spanischer Barockarchitekt
- Churriguera, José Benito de (1665–1725), spanischer Bildhauer, Bildschnitzer und Baumeister des Spätbarock
- Churriguera, Manuel de Lara († 1755), spanischer Barockarchitekt
- Churschudjan, Hripsime (* 1987), armenische Gewichtheberin
- Churschwandt, Heinrich von, preußischer Minister
- Churzidse, Nino (1975–2018), georgische Schachspielerin
- Churzilawa, Murtas (* 1943), sowjetischer Fußballspieler

### Chus
- Chusa, Beamter des Herodes Antipas und Mann der Johanna
- Chusak Sribhum (* 1976), thailändischer Fußballspieler
- Chusana Numkanitsorn (* 1989), thailändischer Fußballspieler
- Chusang Namgyel Peljor (1578–1651), tibetischer Geistlicher
- Chuschqadam (1402–1467), Sultan der Mamluken in Ägypten
- Chuschtow, Aslanbek Witaljewitsch (* 1980), russischer Ringer
- Chusina, Renata Rinatowna (* 1994), russische Skeletonpilotin
- Chusman, Oleksandr (* 1962), israelischer Schachspieler ukrainischer Herkunft
- Chusmenowa, Filis (* 1966), bulgarische Politikerin, MdEP
- Chusnullin, Marat Schakirsjanowitsch (* 1966), russischer Politiker
- Chusnutdinow, Rustam (* 1987), kasachischer Schachspieler
- Chusnutdinowa, Elsa Kamilewna (* 1954), sowjetische bzw. russische Populationsgenetikerin und Hochschullehrerin
- Chusovitina, Oksana (* 1975), deutsch-usbekische KunstturnerinOksana Chusovitina (* 1975)

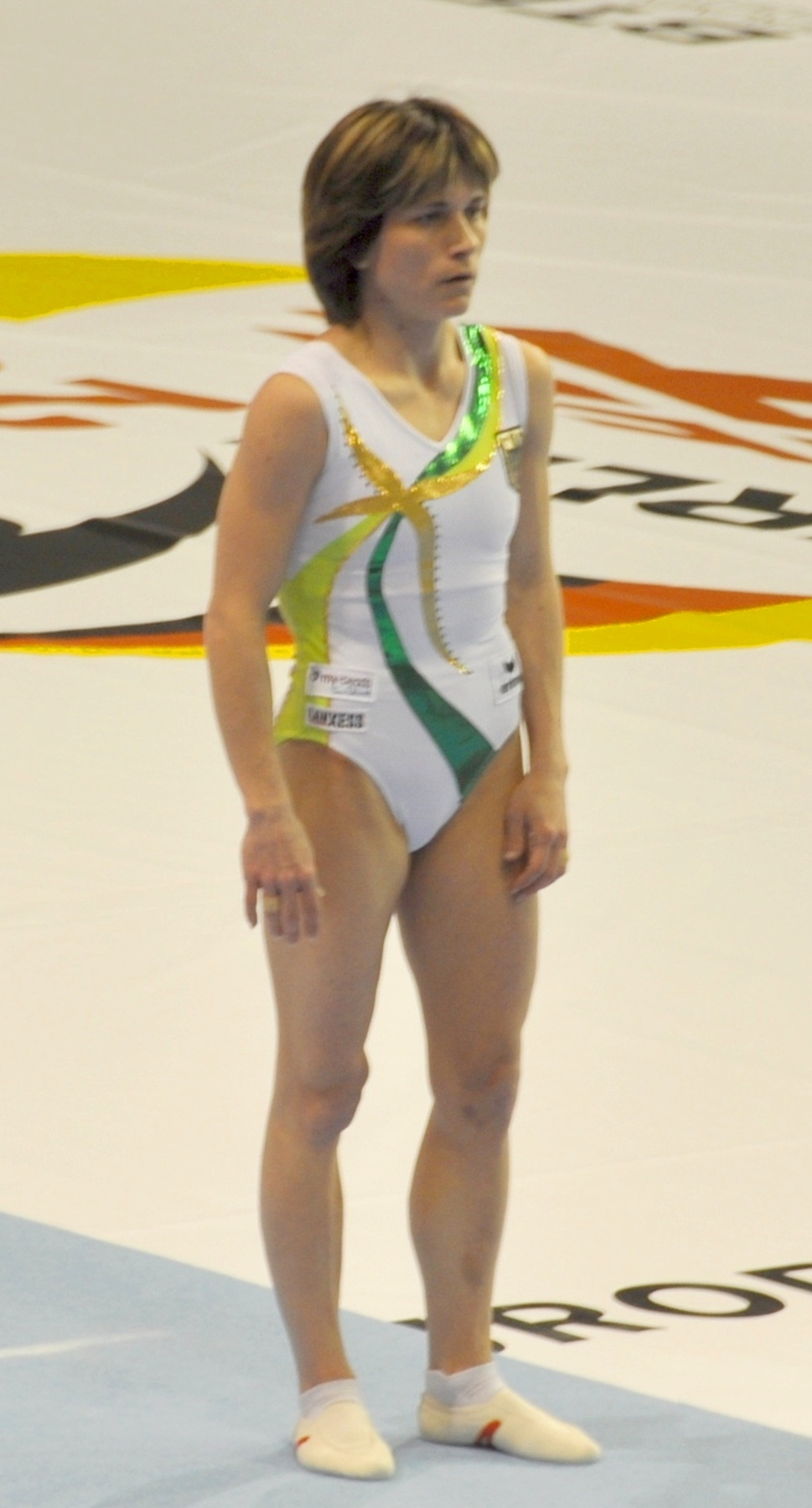
Oksana Chusovitina (* 1975)

- Chussainow, Galimsjan Salichowitsch (1937–2010), sowjetischer Fußballspieler und -trainer
- Chusseinov, Ali (* 1990), österreichischer Boxer

### Chut
- Chuter, George (* 1976), englischer Rugby-Union-Spieler
- Chuter-Ede, James (1882–1965), britischer Politiker, Mitglied des House of Commons
- Chuthabunditkul, Rodjana (* 1991), thailändische Badmintonspielerin
- Chuthayut Klatalubom (* 1998), thailändischer Fußballspieler
- Chutideth Maunchaingam (* 1996), thailändischer Fußballspieler
- Chutikom Klinjumpasri (* 2002), thailändischer Fußballspieler
- Chutiphan Nobnorb (* 1994), thailändischer Fußballspieler
- Chutipol Thongthae (* 1991), thailändischer Fußballspieler
- Chutkan, Tanya (* 1962), US-amerikanische Anwältin und Juristin
- Chutnik, Sylwia (* 1979), polnische Autorin und Feministin
- Chutorskoi, Iwan Igorewitsch (1983–2009), russischer antifaschistischer Aktivist und Kampfsportler

### Chuu
- Chuu (* 1999), südkoreanische Sängerin, Schauspielerin, Entertainerin und Model

### Chuv
- Chuva, Adriano (* 1979), brasilianischer Fußballspieler
- Chuva, Marcos (* 1989), portugiesischer Leichtathlet
- Chuvalo, George (* 1937), kanadischer BoxerGeorge Chuvalo (* 1937)

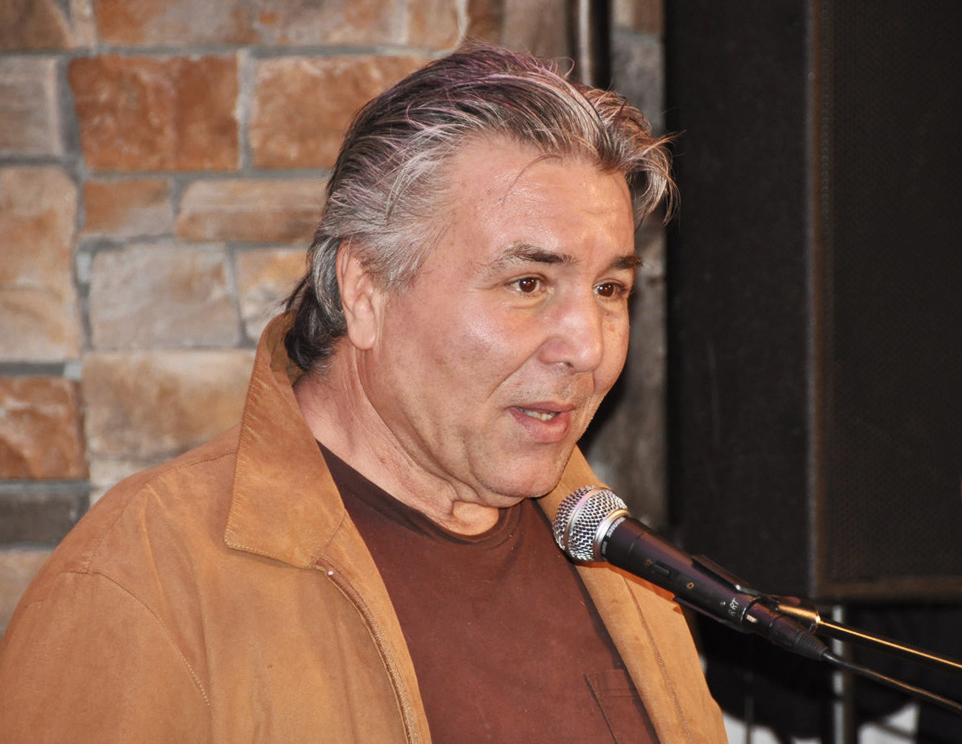
George Chuvalo (* 1937)

- Chuvin, Pierre (1943–2016), französischer Gräzist, Historiker und Übersetzer

### Chuz
- Chuzhoy, Julia, israelische Mathematikerin und Informatikerin
- Chuzijew, Marlen Martynowitsch (1925–2019), sowjetisch-russischer Filmregisseur georgischer Herkunft
- Chuzischwili, Dawit (* 1990), georgischer Ringer